# IV liga polska w piłce nożnej (2014/2015)
IV liga 2014/2015 – 7. edycja rozgrywek piątego poziomu ligowego piłki nożnej mężczyzn w Polsce po reorganizacji lig w 2008. Startowało w nich 330 drużyn, grając w 20 grupach systemem kołowym. Sezon ligowy rozpoczął się 9 sierpnia 2014, ostatnie mecze rozegrane zostały 20 czerwca 2015 roku.

## Zasięg terytorialny grup
| grupa I                  | grupa II                | grupa III          | grupa IV                |
| ------------------------ | ----------------------- | ------------------ | ----------------------- |
|                          |                         |                    |                         |
| woj. dolnośląskie        | woj. kujawsko-pomorskie | woj. lubelskie     | woj. lubuskie           |
|                          |                         |                    |                         |
| grupa V                  | grupa VI                | grupa VII          | grupa VIII              |
|                          |                         |                    |                         |
| woj. łódzkie             | woj. małopolskie        | woj. małopolskie   | woj. mazowieckie        |
|                          |                         |                    |                         |
| grupa IX                 | grupa X                 | grupa XI           | grupa XII               |
|                          |                         |                    |                         |
| woj. mazowieckie         | woj. opolskie           | woj. podkarpackie  | woj. podlaskie          |
|                          |                         |                    |                         |
| grupa XIII               | grupa XIV               | grupa XV           | grupa XVI               |
|                          |                         |                    |                         |
| woj. pomorskie           | woj. śląskie            | woj. śląskie       | woj. świętokrzyskie     |
|                          |                         |                    |                         |
| grupa XVII               | grupa XVIII             | grupa XIX          | grupa XX                |
|                          |                         |                    |                         |
| woj. warmińsko-mazurskie | woj. wielkopolskie      | woj. wielkopolskie | woj. zachodniopomorskie |

## Zasady spadków i awansów
IV liga była szczeblem regionalnym, pośrednim między rozgrywkami grupowymi (III liga) i okręgowymi (V liga). Grupy liczyły po 16 lub 18 drużyn.
W zależności od ilości grup na terenie danego województwa w poszczególnych grupach była inna ilość drużyn awansujących do III ligi (mistrz i wicemistrz w przypadku 1 grupy na terenie województwa, tylko mistrz w przypadku 2 grup na terenie województwa), natomiast od czterech do sześciu ostatnich drużyn spadło do odpowiedniej terytorialnie grupy klasy okręgowej, przy czym liczba ta mogła zwiększyć się zależnie od liczby drużyn spadających z lig wyższych.

## Grupa I (dolnośląska)
W grupie występowało 16 zespołów, które walczyły o miejsce premiowane awansem do grupy dolnośląsko-lubuskiej III ligi. Ostatnie zespoły spadły do klasy okręgowej.

### Drużyny
| Uczestnicy poprzedniej edycji | Uczestnicy poprzedniej edycji | Uczestnicy poprzedniej edycji | Uczestnicy poprzedniej edycji |
| ----------------------------- | ----------------------------- | ----------------------------- | ----------------------------- |
| KOW                           | Olimpia Kowary                | 3                             |                               |
| LŚL                           | LZS Stary Śleszów             | 4                             |                               |
| STR                           | AKS Strzegom                  | 5                             |                               |
| ML2                           | Miedź II Legnica              | 6                             |                               |
| OZŚ                           | Orzeł Ząbkowice Śląskie       | 7                             |                               |
| WIE                           | Sokół Wielka Lipa             | 8                             |                               |
| SZC                           | Orkan Szczedrzykowice         | 9                             |                               |
| BOG                           | Granica Bogatynia             | 10                            |                               |
| BBO                           | BKS Bobrzanie Bolesławiec     | 11                            |                               |

| Spadek z II ligi 2013/2014  | Spadek z II ligi 2013/2014 | Spadek z II ligi 2013/2014 | Spadek z II ligi 2013/2014 |
| --------------------------- | -------------------------- | -------------------------- | -------------------------- |
| grupa zachodnia             |                            |                            |                            |
| PLK                         | KS Polkowice               | 181                        |                            |
| Spadek z III ligi 2013/2014 |                            |                            |                            |
| grupa dolnośląsko-lubuska   |                            |                            |                            |
| KOB                         | GKS Kobierzyce             | 18                         |                            |

| Awans z ligi okręgowej | Awans z ligi okręgowej | Awans z ligi okręgowej | Awans z ligi okręgowej |
| ---------------------- | ---------------------- | ---------------------- | ---------------------- |
| grupa Wrocław          |                        |                        |                        |
| WBI                    | Widawa Bierutów        | 1                      |                        |
| grupa Legnica          |                        |                        |                        |
| CCH                    | Chojnowianka Chojnów   | 21                     |                        |
| grupa Jelenia Góra     |                        |                        |                        |
| ZGO                    | Nysa Zgorzelec         | 1                      |                        |
| WMI                    | Włókniarz Mirsk        | 2                      |                        |
| grupa Wałbrzych        |                        |                        |                        |
| ZZA                    | Zjednoczeni Żarów      | 1                      |                        |

Objaśnienia:
1. KS Polkowice wycofał się z rozgrywek II ligi zachodniej po rundzie jesiennej sezonu 2013/2014, w sezonie 2014/2015 rozpoczął grę w IV lidze, grupie dolnośląskiej[3]. W związku z tym ich rezerwy (zwycięzcy legnickiej grupy klasy okręgowej) nie mogły awansować do IV ligi, co pozwoliło na awans Chojnowianki Chojnów.

### Tabela
| Lp. | Drużyna                   | M  | Z  | R | P  | Bramki | Bramki | Różn. | Pkt | Uwagi                       | Bezpośrednio |
| --- | ------------------------- | -- | -- | - | -- | ------ | ------ | ----- | --- | --------------------------- | ------------ |
| 1   | Miedź II Legnica (M) (A)  | 30 | 24 | 4 | 2  | 122    | 25     | +97   | 76  | Awans do III ligi           |              |
| 2   | KS Polkowice (A)          | 30 | 22 | 4 | 4  | 92     | 31     | +61   | 70  | Awans do III ligi           |              |
| 3   | Sokół Wielka Lipa         | 30 | 17 | 6 | 7  | 69     | 33     | +36   | 57  |                             |              |
| 4   | Orkan Szczedrzykowice     | 30 | 16 | 6 | 8  | 57     | 32     | +25   | 54  |                             |              |
| 5   | BKS Bobrzanie Bolesławiec | 30 | 15 | 6 | 9  | 66     | 54     | +12   | 51  |                             |              |
| 6   | LZS Stary Śleszów1        | 30 | 13 | 7 | 10 | 55     | 55     | 0     | 46  | Drużyna wycofana            |              |
| 7   | Olimpia Kowary            | 30 | 14 | 1 | 15 | 47     | 53     | −6    | 43  |                             |              |
| 8   | GKS Kobierzyce            | 30 | 12 | 6 | 12 | 55     | 50     | +5    | 42  |                             |              |
| 9   | Orzeł Ząbkowice Śląskie   | 30 | 12 | 4 | 14 | 58     | 59     | −1    | 40  |                             |              |
| 10  | Granica Bogatynia         | 30 | 10 | 8 | 12 | 44     | 62     | −18   | 38  | BOG – STR 1:0 STR – BOG 1:2 |              |
| 11  | AKS Strzegom              | 30 | 10 | 8 | 12 | 41     | 43     | −2    | 38  | BOG – STR 1:0 STR – BOG 1:2 |              |
| 12  | Włókniarz Mirsk           | 30 | 11 | 2 | 17 | 40     | 66     | −26   | 35  | WMI – ZZA 1:0 ZZA – WMI 3:2 |              |
| 13  | Zjednoczeni Żarów         | 30 | 10 | 5 | 15 | 55     | 71     | −16   | 35  | WMI – ZZA 1:0 ZZA – WMI 3:2 |              |
| 14  | Widawa Bierutów (S)       | 30 | 7  | 6 | 17 | 32     | 59     | −27   | 27  | Spadek do klasy okręgowej   |              |
| 15  | Nysa Zgorzelec (S)        | 30 | 4  | 7 | 19 | 25     | 67     | −42   | 19  | Spadek do klasy okręgowej   |              |
| 16  | Chojnowianka Chojnów (S)  | 30 | 1  | 4 | 25 | 24     | 122    | −98   | 7   | Spadek do klasy okręgowej   |              |

## Grupa II (kujawsko-pomorska)
W grupie występuje 16 zespołów, które walczą o miejsce premiowane awansem do grupy kujawsko-pomorsko-wielkopolskiej III ligi. Ostatnie zespoły spadają do klasy okręgowej.

### Drużyny
| Uczestnicy poprzedniej edycji | Uczestnicy poprzedniej edycji | Uczestnicy poprzedniej edycji | Uczestnicy poprzedniej edycji |
| ----------------------------- | ----------------------------- | ----------------------------- | ----------------------------- |
| RYP                           | Lech Rypin                    | 3                             |                               |
| ZB2                           | Zawisza II Bydgoszcz          | 4                             |                               |
| OSI                           | Grom Osie                     | 5                             |                               |
| IKU                           | Kujawianka Izbica Kujawska    | 6                             |                               |
| PBD                           | Polonia Bydgoszcz             | 7                             |                               |
| ZKU                           | Piast Złotniki Kujawskie      | 8                             |                               |
| FZŁ                           | Flisak Złotoria               | 9                             |                               |
| KRU                           | Gopło Kruszwica               | 10                            |                               |
| KOP                           | Promień Kowalewo Pomorskie    | 11                            |                               |

| Spadek z III ligi 2013/2014          | Spadek z III ligi 2013/2014 | Spadek z III ligi 2013/2014 | Spadek z III ligi 2013/2014 |
| ------------------------------------ | --------------------------- | --------------------------- | --------------------------- |
| grupa kujawsko-pomorsko-wielkopolska |                             |                             |                             |
| ELA                                  | Elana Toruń                 | 13                          |                             |
| CUI                                  | Cuiavia Inowrocław          | 15                          |                             |
| NPA                                  | Notecianka Pakość           | 17                          |                             |

| Awans z ligi okręgowej     | Awans z ligi okręgowej      | Awans z ligi okręgowej | Awans z ligi okręgowej |
| -------------------------- | --------------------------- | ---------------------- | ---------------------- |
| grupa kujawsko-pomorska I  |                             |                        |                        |
| OG2                        | Olimpia II Grudziądz        | 1                      |                        |
| RKK                        | Rol.Ko Konojady             | 2                      |                        |
| grupa kujawsko-pomorska II |                             |                        |                        |
| OAK                        | Orlęta Aleksandrów Kujawski | 1                      |                        |
| LUB                        | LTP Lubanie                 | 2                      |                        |

### Tabela
| Lp. | Drużyna                        | M  | Z  | R | P  | Bramki | Bramki | Różn. | Pkt | Uwagi                                                       | Bezpośrednio                                                    |
| --- | ------------------------------ | -- | -- | - | -- | ------ | ------ | ----- | --- | ----------------------------------------------------------- | --------------------------------------------------------------- |
| 1   | Elana Toruń (M) (A)            | 30 | 24 | 2 | 4  | 86     | 19     | +67   | 74  | Awans do III ligi                                           |                                                                 |
| 2   | Kujawianka Izbica Kujawska (A) | 30 | 16 | 7 | 7  | 81     | 48     | +33   | 55  | Awans do III ligi                                           |                                                                 |
| 3   | Rol.Ko Konojady                | 30 | 15 | 8 | 7  | 52     | 36     | +16   | 53  |                                                             | RKK: 10 pkt, różn. +5 CUI: 4 pkt, różn. +2 NPA: 2 pkt, różn. -7 |
| 4   | Cuiavia Inowrocław             | 30 | 15 | 6 | 9  | 67     | 44     | +23   | 51  |                                                             | RKK: 10 pkt, różn. +5 CUI: 4 pkt, różn. +2 NPA: 2 pkt, różn. -7 |
| 5   | Notecianka Pakość              | 30 | 15 | 6 | 9  | 66     | 55     | +11   | 51  |                                                             | RKK: 10 pkt, różn. +5 CUI: 4 pkt, różn. +2 NPA: 2 pkt, różn. -7 |
| 6   | Grom Osie                      | 30 | 14 | 5 | 11 | 58     | 41     | +17   | 47  |                                                             |                                                                 |
| 7   | Promień Kowalewo Pomorskie     | 30 | 13 | 5 | 12 | 50     | 59     | −9    | 44  |                                                             |                                                                 |
| 8   | Lech Rypin                     | 30 | 13 | 4 | 13 | 58     | 56     | +2    | 43  | RYP: 7 pkt, różn. 0 OAK: 6 pkt, różn. 0 ZB2: 4 pkt, różn. 0 |                                                                 |
| 9   | Orlęta Aleksandrów Kujawski    | 30 | 13 | 4 | 13 | 55     | 57     | −2    | 43  | RYP: 7 pkt, różn. 0 OAK: 6 pkt, różn. 0 ZB2: 4 pkt, różn. 0 |                                                                 |
| 10  | Zawisza II Bydgoszcz           | 30 | 13 | 4 | 13 | 63     | 56     | +7    | 43  | RYP: 7 pkt, różn. 0 OAK: 6 pkt, różn. 0 ZB2: 4 pkt, różn. 0 |                                                                 |
| 11  | Piast Złotniki Kujawskie       | 30 | 12 | 6 | 12 | 41     | 43     | −2    | 42  |                                                             |                                                                 |
| 12  | LTP Lubanie (S)                | 30 | 11 | 3 | 16 | 47     | 64     | −17   | 36  | Spadek do klasy okręgowej                                   |                                                                 |
| 13  | Olimpia II Grudziądz (S)       | 30 | 9  | 3 | 18 | 62     | 83     | −21   | 30  | Spadek do klasy okręgowej                                   |                                                                 |
| 14  | Polonia Bydgoszcz (S)          | 30 | 7  | 6 | 17 | 40     | 70     | −30   | 27  | Spadek do klasy okręgowej                                   |                                                                 |
| 15  | Flisak Złotoria (S)            | 30 | 6  | 8 | 16 | 31     | 62     | −31   | 26  | Spadek do klasy okręgowej                                   |                                                                 |
| 16  | Gopło Kruszwica (S)            | 30 | 3  | 3 | 24 | 42     | 106    | −64   | 12  | Spadek do klasy okręgowej                                   |                                                                 |

## Grupa III (lubelska)
W grupie występuje 16 zespołów, które walczą o miejsce premiowane awansem do grupy lubelsko-podkarpackiej III ligi. Ostatnie zespoły spadają do klasy okręgowej.

### Drużyny
| Uczestnicy poprzedniej edycji | Uczestnicy poprzedniej edycji | Uczestnicy poprzedniej edycji | Uczestnicy poprzedniej edycji |
| ----------------------------- | ----------------------------- | ----------------------------- | ----------------------------- |
| LLU                           | Lewart Lubartów               | 2                             |                               |
| ŁĘ2                           | Górnik II Łęczna              | 3                             |                               |
| KOŃ                           | Powiślak Końskowola           | 4                             |                               |
| OLU                           | Opolanin Opole Lubelskie      | 5                             |                               |
| ŻMU                           | Victoria Żmudź                | 6                             |                               |
| RYK                           | Ruch Ryki                     | 7                             |                               |
| NIE                           | Orion Niedrzwica Duża         | 8                             |                               |
| ORŁ                           | Orlęta Łuków                  | 9                             |                               |
| BIŁ                           | Łada 1945 Biłgoraj            | 10                            |                               |
| JAL                           | Janowianka Janów Lubelski     | 11                            |                               |

| Spadek z III ligi 2013/2014 | Spadek z III ligi 2013/2014 | Spadek z III ligi 2013/2014 | Spadek z III ligi 2013/2014 |
| --------------------------- | --------------------------- | --------------------------- | --------------------------- |
| grupa lubelsko-podkarpacka  |                             |                             |                             |
| HET                         | Hetman Zamość               | 16                          |                             |
| STZ                         | Omega Stary Zamość          | 17                          |                             |
| Awans z ligi okręgowej      |                             |                             |                             |
| grupa Lublin                |                             |                             |                             |
| DEB                         | Czarni Dęblin               | 1                           |                             |
| grupa Biała Podlaska        |                             |                             |                             |
| KAK                         | Grom Kąkolewnica            | 1                           |                             |
| grupa Zamość                |                             |                             |                             |
| WER                         | Kryształ Werbkowice         | 1                           |                             |
| grupa Chełm                 |                             |                             |                             |
| WŁO                         | Włodawianka Włodawa         | 1                           |                             |

### Tabela
| Lp. | Drużyna                   | M  | Z  | R  | P  | Bramki | Bramki | Różn. | Pkt | Uwagi                       | Bezpośrednio |
| --- | ------------------------- | -- | -- | -- | -- | ------ | ------ | ----- | --- | --------------------------- | ------------ |
| 1   | Lewart Lubartów (M) (A)   | 30 | 16 | 8  | 6  | 50     | 28     | +22   | 56  | Awans do III ligi           |              |
| 2   | Hetman Zamość (A)         | 30 | 15 | 8  | 7  | 60     | 27     | +33   | 53  | Awans do III ligi           |              |
| 3   | Powiślak Końskowola       | 30 | 15 | 7  | 8  | 58     | 38     | +20   | 52  |                             |              |
| 4   | Górnik II Łęczna          | 30 | 16 | 3  | 11 | 62     | 41     | +21   | 51  |                             |              |
| 5   | Orlęta Łuków              | 30 | 15 | 5  | 10 | 41     | 32     | +9    | 50  |                             |              |
| 6   | Kryształ Werbkowice       | 30 | 13 | 9  | 8  | 40     | 32     | +8    | 48  |                             |              |
| 7   | Janowianka Janów Lubelski | 30 | 12 | 10 | 8  | 42     | 38     | +4    | 46  | JAL – NIE 1:1 NIE – JAL 1:2 |              |
| 8   | Orion Niedrzwica Duża     | 30 | 13 | 7  | 10 | 51     | 40     | +11   | 46  | JAL – NIE 1:1 NIE – JAL 1:2 |              |
| 9   | Włodawianka Włodawa       | 30 | 14 | 1  | 15 | 62     | 60     | +2    | 43  |                             |              |
| 10  | Victoria Żmudź            | 30 | 12 | 5  | 13 | 44     | 55     | −11   | 41  | ŻMU – OLU 3:1 OLU – ŻMU 1:1 |              |
| 11  | Opolanin Opole Lubelskie  | 30 | 11 | 8  | 11 | 38     | 43     | −5    | 41  | ŻMU – OLU 3:1 OLU – ŻMU 1:1 |              |
| 12  | Czarni Dęblin1 (S)        | 30 | 9  | 7  | 14 | 44     | 63     | −19   | 34  | Drużyna wycofana            |              |
| 13  | Łada 1945 Biłgoraj (S)    | 30 | 7  | 11 | 12 | 35     | 40     | −5    | 32  | Spadek do klasy okręgowej   |              |
| 14  | Omega Stary Zamość (S)    | 30 | 8  | 5  | 17 | 28     | 47     | −19   | 29  | Spadek do klasy okręgowej   |              |
| 15  | Ruch Ryki (S)             | 30 | 7  | 4  | 19 | 43     | 73     | −30   | 25  | Spadek do klasy okręgowej   |              |
| 16  | Grom Kąkolewnica (S)      | 30 | 6  | 4  | 20 | 22     | 63     | −41   | 22  | Spadek do klasy okręgowej   |              |

## Grupa IV (lubuska)
W grupie występuje 16 zespołów, które walczą o miejsce premiowane awansem do grupy dolnośląsko-lubuskiej III ligi. Ostatnie zespoły spadają do klasy okręgowej.

### Drużyny
| Uczestnicy poprzedniej edycji | Uczestnicy poprzedniej edycji | Uczestnicy poprzedniej edycji | Uczestnicy poprzedniej edycji |
| ----------------------------- | ----------------------------- | ----------------------------- | ----------------------------- |
| OŚN                           | Spójnia Ośno Lubuskie         | 2                             |                               |
| CWI                           | Czarni Witnica                | 3                             |                               |
| BLU                           | Budowlani Lubsko              | 4                             |                               |
| BOD                           | Odra Bytom Odrzański          | 5                             |                               |
| ANS                           | Arka Nowa Sól                 | 6                             |                               |
| SPR                           | Sprotavia Szprotawa           | 7                             |                               |
| IŁO                           | Piast Iłowa                   | 8                             |                               |
| CZE                           | Piast Czerwieńsk              | 10                            |                               |
| ŁSK                           | Łucznik Strzelce Krajeńskie   | 11                            |                               |
| DRE                           | Lubuszanin Drezdenko          | 131                           |                               |

| Spadek z III ligi 2013/2014 | Spadek z III ligi 2013/2014 | Spadek z III ligi 2013/2014 | Spadek z III ligi 2013/2014 |
| --------------------------- | --------------------------- | --------------------------- | --------------------------- |
| grupa dolnośląsko-lubuska   |                             |                             |                             |
| PRŻ                         | Promień Żary                | 15                          |                             |
| ILR                         | Ilanka Rzepin               | 16                          |                             |
| Awans z ligi okręgowej      |                             |                             |                             |
| grupa Gorzów Wielkopolski   |                             |                             |                             |
| ZPR                         | Zjednoczeni Przytoczna      | 1                           |                             |
| SSU                         | Stal Sulęcin                | 2                           |                             |
| grupa Zielona Góra          |                             |                             |                             |
| SSW                         | Santos Świebodzin           | 1                           |                             |
| KZG                         | KSF Zielona Góra            | 2                           |                             |

Objaśnienia:
1. ŁKS Łęknica wycofała się po zakończeniu poprzedniego sezonu, a Meprozet Sare Kurowo zrezygnował z utrzymania, w związku z czym w IV lidze pozostał Lubuszanin Drezdenko.
2. Spójnia Ośno Lubuskie zrezygnowała z awansu do III ligi.

### Tabela
| Lp. | Drużyna                         | M  | Z  | R  | P  | Bramki | Bramki | Różn. | Pkt | Uwagi                                                          | Bezpośrednio |
| --- | ------------------------------- | -- | -- | -- | -- | ------ | ------ | ----- | --- | -------------------------------------------------------------- | ------------ |
| 1   | KSF Zielona Góra1 (M)           | 30 | 26 | 2  | 2  | 76     | 20     | +56   | 80  |                                                                |              |
| 2   | Ilanka Rzepin (A)               | 30 | 21 | 5  | 4  | 74     | 35     | +39   | 68  | Awans do III ligi                                              |              |
| 3   | Budowlani Lubsko1 (A)           | 30 | 18 | 5  | 7  | 69     | 24     | +45   | 59  | Awans do III ligi                                              |              |
| 4   | Sprotavia Szprotawa             | 30 | 12 | 9  | 9  | 33     | 28     | +5    | 45  |                                                                |              |
| 5   | Piast Iłowa                     | 30 | 11 | 11 | 8  | 51     | 50     | +1    | 44  | IŁO: 6 pkt, różn. +4 OŚN: 5 pkt, różn. -3 DRE: 3 pkt, różn. -1 |              |
| 6   | Spójnia Ośno Lubuskie           | 30 | 12 | 8  | 10 | 45     | 35     | +10   | 44  | IŁO: 6 pkt, różn. +4 OŚN: 5 pkt, różn. -3 DRE: 3 pkt, różn. -1 |              |
| 7   | Lubuszanin Drezdenko            | 30 | 12 | 8  | 10 | 47     | 46     | +1    | 44  | IŁO: 6 pkt, różn. +4 OŚN: 5 pkt, różn. -3 DRE: 3 pkt, różn. -1 |              |
| 8   | Promień Żary                    | 30 | 12 | 7  | 11 | 49     | 46     | +3    | 43  |                                                                |              |
| 9   | Santos Świebodzin               | 30 | 11 | 9  | 10 | 53     | 53     | 0     | 42  |                                                                |              |
| 10  | Arka Nowa Sól                   | 30 | 12 | 5  | 13 | 47     | 35     | +12   | 41  |                                                                |              |
| 11  | Odra Bytom Odrzański            | 30 | 11 | 7  | 12 | 58     | 65     | −7    | 40  |                                                                |              |
| 12  | Stal Sulęcin                    | 30 | 9  | 5  | 16 | 43     | 67     | −24   | 32  |                                                                |              |
| 13  | Czarni Witnica (S)              | 30 | 7  | 9  | 14 | 24     | 41     | −17   | 30  | Spadek do klasy okręgowej                                      |              |
| 14  | Łucznik Strzelce Krajeńskie (S) | 30 | 4  | 9  | 17 | 19     | 50     | −31   | 21  | Spadek do klasy okręgowej                                      |              |
| 15  | Piast Czerwieńsk (S)            | 30 | 5  | 3  | 22 | 37     | 89     | −52   | 18  | Spadek do klasy okręgowej                                      |              |
| 16  | Zjednoczeni Przytoczna (S)      | 30 | 5  | 2  | 23 | 36     | 77     | −41   | 17  | Spadek do klasy okręgowej                                      |              |

## Grupa V (łódzka)
W grupie występuje 18 zespołów, które walczą o miejsce premiowane awansem do grupy łódzko-mazowieckiej III ligi. Ostatnie zespoły spadają do klasy okręgowej.

### Drużyny
| Uczestnicy poprzedniej edycji | Uczestnicy poprzedniej edycji | Uczestnicy poprzedniej edycji | Uczestnicy poprzedniej edycji |
| ----------------------------- | ----------------------------- | ----------------------------- | ----------------------------- |
| PAR                           | KS Paradyż                    | 21                            |                               |
| STR                           | Zjednoczeni Stryków           | 3                             |                               |
| MOS                           | Włókniarz Moszczenica         | 4                             |                               |
| WSK                           | Widok Skierniewice            | 5                             |                               |
| POD                           | Ner Poddębice                 | 6                             |                               |
| ONI                           | Orzeł Nieborów                | 7                             |                               |
| WDZ                           | Warta Działoszyn              | 8                             |                               |
| WZE                           | Włókniarz Zelów               | 9                             |                               |
| PAJ                           | Zawisza Pajęczno              | 10                            |                               |
| PIL                           | Pilica Przedbórz              | 11                            |                               |
| ASZ                           | Astoria Szczerców             | 12                            |                               |
| BZG                           | Boruta Zgierz                 | 13                            |                               |

| Spadek z III ligi 2013/2014 | Spadek z III ligi 2013/2014  | Spadek z III ligi 2013/2014 | Spadek z III ligi 2013/2014 |
| --------------------------- | ---------------------------- | --------------------------- | --------------------------- |
| grupa łódzko-mazowiecka     |                              |                             |                             |
| RZG                         | Zawisza Rzgów                | 16                          |                             |
| BE2                         | GKS II Bełchatów             | 17                          |                             |
| MEC                         | Mechanik Radomsko            | 19                          |                             |
| Awans z ligi okręgowej      |                              |                             |                             |
| grupa Łódź                  |                              |                             |                             |
| ROS                         | LKS Rosanów                  | 1                           |                             |
| grupa Piotrków Trybunalski  |                              |                             |                             |
| PPT                         | Polonia Piotrków Trybunalski | 1                           |                             |
| grupa Sieradz               |                              |                             |                             |
| BŁA                         | Piast Błaszki                | 1                           |                             |

Objaśnienia:
1. KS Paradyż nie otrzymał licencji na grę w III lidze w sezonie 2014/2015.

### Tabela
| Lp. | Drużyna                      | M  | Z  | R | P  | Bramki | Bramki | Różn. | Pkt | Uwagi                     | Bezpośrednio                |
| --- | ---------------------------- | -- | -- | - | -- | ------ | ------ | ----- | --- | ------------------------- | --------------------------- |
| 1   | Warta Działoszyn (M) (A)     | 34 | 24 | 6 | 4  | 69     | 22     | +47   | 78  | Awans do III ligi         |                             |
| 2   | Ner Poddębice (A)            | 34 | 24 | 5 | 5  | 66     | 27     | +39   | 77  | Awans do III ligi         |                             |
| 3   | GKS II Bełchatów1            | 34 | 23 | 3 | 8  | 90     | 34     | +56   | 72  |                           |                             |
| 4   | Pilica Przedbórz1 (B)        | 34 | 20 | 5 | 9  | 61     | 38     | +23   | 65  | Baraże o III ligę         | PIL – PPT 0:1 PPT – PIL 2:3 |
| 5   | Polonia Piotrków Trybunalski | 34 | 19 | 8 | 7  | 53     | 32     | +21   | 65  |                           | PIL – PPT 0:1 PPT – PIL 2:3 |
| 6   | KS Paradyż                   | 34 | 19 | 2 | 13 | 69     | 42     | +27   | 59  |                           |                             |
| 7   | Zjednoczeni Stryków          | 34 | 16 | 4 | 14 | 64     | 50     | +14   | 52  |                           |                             |
| 8   | Boruta Zgierz                | 34 | 14 | 8 | 12 | 64     | 51     | +13   | 50  |                           |                             |
| 9   | Mechanik Radomsko            | 34 | 15 | 4 | 15 | 66     | 61     | +5    | 49  |                           |                             |
| 10  | Zawisza Pajęczno             | 34 | 14 | 6 | 14 | 60     | 61     | −1    | 48  |                           |                             |
| 11  | Zawisza Rzgów                | 34 | 14 | 4 | 16 | 57     | 72     | −15   | 46  |                           |                             |
| 12  | LKS Rosanów                  | 34 | 13 | 4 | 17 | 48     | 62     | −14   | 43  |                           |                             |
| 13  | Włókniarz Zelów              | 34 | 12 | 4 | 18 | 48     | 75     | −27   | 40  |                           |                             |
| 14  | Astoria Szczerców            | 34 | 9  | 8 | 17 | 46     | 67     | −21   | 35  |                           |                             |
| 15  | Orzeł Nieborów               | 34 | 9  | 7 | 18 | 43     | 58     | −15   | 34  |                           |                             |
| 16  | Włókniarz Moszczenica (S)    | 34 | 6  | 9 | 19 | 37     | 63     | −26   | 27  | Spadek do klasy okręgowej |                             |
| 17  | Widok Skierniewice (S)       | 34 | 5  | 4 | 25 | 40     | 102    | −62   | 19  | Spadek do klasy okręgowej |                             |
| 18  | Piast Błaszki (S)            | 34 | 3  | 3 | 28 | 39     | 103    | −64   | 12  | Spadek do klasy okręgowej |                             |

## Grupa VI (małopolska wschodnia)
W grupie występowało 16 zespołów, które walczyły o miejsce premiowane awansem do grupy małopolsko-świętokrzyskiej III ligi. Ostatnie zespoły spadły do klasy okręgowej.

### Drużyny
| Uczestnicy poprzedniej edycji | Uczestnicy poprzedniej edycji | Uczestnicy poprzedniej edycji | Uczestnicy poprzedniej edycji |
| ----------------------------- | ----------------------------- | ----------------------------- | ----------------------------- |
| SKW                           | Skalnik Kamionka Wielka       | 2                             |                               |
| ŻAB                           | MLKS Żabno                    | 3                             |                               |
| NJA                           | LKS Nowa Jastrząbka           | 41                            |                               |
| SNS2                          | Sandecja II Nowy Sącz         | 5                             |                               |
| GOR                           | Glinik Gorlice                | 6                             |                               |
| ZAK                           | KS Zakopane                   | 7                             |                               |
| MAN                           | Lubań Maniowy                 | 8                             |                               |
| BAR                           | Barciczanka Barcice           | 9                             |                               |
| RYL                           | Rylovia Rylowa                | 10                            |                               |
| BOR                           | Sokół Borzęcin Górny          | 11                            |                               |
| BTA                           | Watra Białka Tatrzańska       | 12                            |                               |

| Spadek z III ligi 2013/2014    | Spadek z III ligi 2013/2014 | Spadek z III ligi 2013/2014 | Spadek z III ligi 2013/2014 |
| ------------------------------ | --------------------------- | --------------------------- | --------------------------- |
| grupa małopolsko-świętokrzyska |                             |                             |                             |
| BOC                            | Bocheński KS                | 16                          |                             |
| Awans z ligi okręgowej         |                             |                             |                             |
| grupa Nowy Sącz                |                             |                             |                             |
| PNT                            | Podhale Nowy Targ           | 1                           |                             |
| RYT                            | Poprad Rytro                | 2                           |                             |
| grupa Tarnów                   |                             |                             |                             |
| DDT                            | Dąbrovia Dąbrowa Tarnowska  | 1                           |                             |
| DRW                            | GKS Drwinia                 | 2                           |                             |

Objaśnienia:
1. LKS Nowa Jastrząbka wycofała się po rundzie jesiennej.

### Tabela
| Lp. | Drużyna                        | M  | Z  | R  | P  | Bramki | Bramki | Różn. | Pkt | Uwagi                     | Bezpośrednio |
| --- | ------------------------------ | -- | -- | -- | -- | ------ | ------ | ----- | --- | ------------------------- | ------------ |
| 1   | Podhale Nowy Targ (M) (A)      | 30 | 19 | 4  | 7  | 63     | 33     | +30   | 61  | Awans do III ligi         |              |
| 2   | Barciczanka Barcice            | 30 | 17 | 8  | 5  | 72     | 36     | +36   | 59  |                           |              |
| 3   | GKS Drwinia                    | 30 | 16 | 6  | 8  | 40     | 27     | +13   | 54  |                           |              |
| 4   | Sokół Borzęcin Górny           | 30 | 14 | 10 | 6  | 45     | 28     | +17   | 52  |                           |              |
| 5   | Watra Białka Tatrzańska        | 30 | 14 | 9  | 7  | 56     | 35     | +21   | 51  |                           |              |
| 6   | Skalnik Kamionka Wielka        | 30 | 15 | 4  | 11 | 49     | 34     | +15   | 49  |                           |              |
| 7   | Lubań Maniowy                  | 30 | 13 | 8  | 9  | 43     | 25     | +18   | 47  |                           |              |
| 8   | MLKS Żabno                     | 30 | 14 | 4  | 12 | 49     | 48     | +1    | 46  |                           |              |
| 9   | Sandecja II Nowy Sącz          | 30 | 11 | 7  | 12 | 48     | 51     | −3    | 40  |                           |              |
| 10  | Poprad Rytro                   | 30 | 11 | 5  | 14 | 53     | 57     | −4    | 38  |                           |              |
| 11  | Glinik Gorlice                 | 30 | 9  | 9  | 12 | 32     | 41     | −9    | 36  |                           |              |
| 12  | Bocheński KS                   | 30 | 10 | 5  | 15 | 42     | 61     | −19   | 35  |                           |              |
| 13  | KS Zakopane (S)                | 30 | 9  | 5  | 16 | 35     | 43     | −8    | 32  | Spadek do klasy okręgowej |              |
| 14  | Dąbrovia Dąbrowa Tarnowska (S) | 30 | 7  | 7  | 16 | 37     | 66     | −29   | 28  | Spadek do klasy okręgowej |              |
| 15  | Rylovia Rylowa (S)             | 30 | 7  | 5  | 18 | 29     | 62     | −33   | 26  | Spadek do klasy okręgowej |              |
| 16  | LKS Nowa Jastrząbka1 (S)       | 30 | 4  | 4  | 22 | 25     | 71     | −46   | 16  | Drużyna wycofana          |              |

## Grupa VII (małopolska zachodnia)
W grupie występuje 16 zespołów, które walczą o miejsce premiowane awansem do grupy małopolsko-świętokrzyskiej III ligi. Ostatnie zespoły spadają do klasy okręgowej.

### Drużyny
| Uczestnicy poprzedniej edycji | Uczestnicy poprzedniej edycji     | Uczestnicy poprzedniej edycji | Uczestnicy poprzedniej edycji |
| ----------------------------- | --------------------------------- | ----------------------------- | ----------------------------- |
| WJA                           | Wiślanie Jaśkowice                | 2                             |                               |
| GIE                           | Jutrzenka Giebułtów               | 3                             |                               |
| CR2                           | Cracovia II                       | 4                             |                               |
| KZE                           | Kalwarianka Kalwaria Zebrzydowska | 5                             |                               |
| KLD                           | Iskra Klecza Dolna                | 6                             |                               |
| SIE                           | Karpaty Siepraw                   | 7                             |                               |
| ZEM                           | Garbarz Zembrzyce                 | 8                             |                               |
| OPW                           | Orzeł Piaski Wielkie              | 9                             |                               |
| HMP                           | Halniak Maków Podhalański         | 10                            |                               |
| NNW                           | Niwa Nowa Wieś                    | 11                            |                               |
| ŚKR                           | Świt Krzeszowice                  | 12                            |                               |

| Spadek z III ligi 2013/2014    | Spadek z III ligi 2013/2014 | Spadek z III ligi 2013/2014 | Spadek z III ligi 2013/2014 |
| ------------------------------ | --------------------------- | --------------------------- | --------------------------- |
| grupa małopolsko-świętokrzyska |                             |                             |                             |
| GLI                            | Górnik Libiąż               | 15                          |                             |

| Awans z ligi okręgowej | Awans z ligi okręgowej  | Awans z ligi okręgowej | Awans z ligi okręgowej |
| ---------------------- | ----------------------- | ---------------------- | ---------------------- |
| grupa Kraków I         |                         |                        |                        |
| SOZ                    | Spójnia Osiek-Zimnodół  | 1                      |                        |
| grupa Kraków II        |                         |                        |                        |
| PRO                    | Proszowianka Proszowice | 1                      |                        |
| grupa Kraków III       |                         |                        |                        |
| WGR                    | Wiślanka Grabie         | 1                      |                        |
| grupa Wadowice         |                         |                        |                        |
| JAS                    | Jałowiec Stryszawa      | 1                      |                        |

### Tabela
| Lp. | Drużyna                           | M  | Z  | R  | P  | Bramki | Bramki | Różn. | Pkt | Uwagi                       | Bezpośrednio |
| --- | --------------------------------- | -- | -- | -- | -- | ------ | ------ | ----- | --- | --------------------------- | ------------ |
| 1   | Cracovia II (M) (A)               | 30 | 26 | 3  | 1  | 105    | 23     | +82   | 81  | Awans do III ligi           |              |
| 2   | Orzeł Piaski Wielkie              | 30 | 17 | 4  | 9  | 66     | 40     | +26   | 55  |                             |              |
| 3   | Wiślanka Grabie                   | 30 | 15 | 7  | 8  | 59     | 43     | +16   | 52  |                             |              |
| 4   | Wiślanie Jaśkowice                | 30 | 16 | 1  | 13 | 69     | 59     | +10   | 49  |                             |              |
| 5   | Kalwarianka Kalwaria Zebrzydowska | 30 | 13 | 8  | 9  | 44     | 28     | +16   | 47  |                             |              |
| 6   | Proszowianka Proszowice           | 30 | 13 | 7  | 10 | 65     | 49     | +16   | 46  |                             |              |
| 7   | Jutrzenka Giebułtów               | 30 | 12 | 9  | 9  | 40     | 35     | +5    | 45  |                             |              |
| 8   | Garbarz Zembrzyce                 | 30 | 10 | 7  | 13 | 31     | 57     | −26   | 37  |                             |              |
| 9   | Spójnia Osiek-Zimnodół            | 30 | 10 | 6  | 14 | 40     | 52     | −12   | 36  | SOZ – KLD 3:1 KLD – SOZ 3:2 |              |
| 10  | Iskra Klecza Dolna                | 30 | 8  | 12 | 10 | 34     | 45     | −11   | 36  | SOZ – KLD 3:1 KLD – SOZ 3:2 |              |
| 11  | Halniak Maków Podhalański         | 30 | 9  | 8  | 13 | 40     | 48     | −8    | 35  | HMP – GLI 1:0 GLI – HMP 3:2 |              |
| 12  | Górnik Libiąż                     | 30 | 10 | 5  | 15 | 40     | 47     | −7    | 35  | HMP – GLI 1:0 GLI – HMP 3:2 |              |
| 13  | Niwa Nowa Wieś (S)                | 30 | 6  | 12 | 12 | 26     | 46     | −20   | 30  | Spadek do klasy okręgowej   |              |
| 14  | Świt Krzeszowice (S)              | 30 | 7  | 8  | 15 | 34     | 67     | −33   | 29  | Spadek do klasy okręgowej   |              |
| 15  | Karpaty Siepraw (S)               | 30 | 6  | 8  | 16 | 38     | 68     | −30   | 26  | Spadek do klasy okręgowej   |              |
| 16  | Jałowiec Stryszawa (S)            | 30 | 5  | 9  | 16 | 40     | 61     | −21   | 24  | Spadek do klasy okręgowej   |              |

## Grupa VIII (mazowiecka południowa)
W grupie występowało 18 zespołów, które walczą o miejsce premiowane awansem do grupy łódzko-mazowieckiej III ligi. Ostatnie zespoły spadły do klasy okręgowej.

### Drużyny
| Uczestnicy poprzedniej edycji | Uczestnicy poprzedniej edycji | Uczestnicy poprzedniej edycji | Uczestnicy poprzedniej edycji |
| ----------------------------- | ----------------------------- | ----------------------------- | ----------------------------- |
| MSZ                           | Mszczonowianka Mszczonów      | 2                             |                               |
| OŻA                           | Ożarowianka Ożarów Mazowiecki | 3                             |                               |
| EKO                           | Energia Kozienice             | 4                             |                               |
| SZY                           | Szydłowianka Szydłowiec       | 5                             |                               |
| ORZ                           | Orzeł Wierzbica               | 6                             |                               |
| JGA                           | Sparta Jazgarzew              | 7                             |                               |
| OKĘ                           | Okęcie Warszawa               | 8                             |                               |
| ZPR2                          | Znicz II Pruszków             | 9                             |                               |
| GAR                           | Wilga Garwolin                | 10                            |                               |
| GRÓ                           | Mazowsze Grójec               | 11                            |                               |
| PRZ                           | Oskar Przysucha               | 12                            |                               |
| SUL                           | Victoria Sulejówek            | 13                            |                               |

| Spadek z III ligi 2013/2014 | Spadek z III ligi 2013/2014 | Spadek z III ligi 2013/2014 | Spadek z III ligi 2013/2014 |
| --------------------------- | --------------------------- | --------------------------- | --------------------------- |
| grupa łódzko-mazowiecka     |                             |                             |                             |
| ŻYR                         | Żyrardowianka Żyrardów      | 15                          |                             |
| MAZ                         | Mazur Karczew               | 20                          |                             |
| Awans z ligi okręgowej      |                             |                             |                             |
| grupa Radom                 |                             |                             |                             |
| ZWO                         | Zwolenianka Zwoleń          | 1                           |                             |
| grupa Warszawa I            |                             |                             |                             |
| HUT                         | Hutnik Warszawa             | 1                           |                             |
| Warszawa II                 |                             |                             |                             |
| RAS                         | KS Raszyn                   | 1                           |                             |
| KON                         | KS Konstancin               | 2                           |                             |

### Tabela
| Lp. | Drużyna                       | M  | Z  | R  | P  | Bramki | Bramki | Różn. | Pkt | Uwagi                                                           | Bezpośrednio |
| --- | ----------------------------- | -- | -- | -- | -- | ------ | ------ | ----- | --- | --------------------------------------------------------------- | ------------ |
| 1   | Energia Kozienice (M) (A)     | 34 | 22 | 9  | 3  | 81     | 31     | +50   | 75  | Awans do III ligi                                               |              |
| 2   | Oskar Przysucha1 (B)          | 34 | 20 | 7  | 7  | 80     | 37     | +43   | 67  | Baraże o III ligę                                               |              |
| 3   | Szydłowianka Szydłowiec       | 34 | 18 | 9  | 7  | 76     | 43     | +33   | 63  |                                                                 |              |
| 4   | Ożarowianka Ożarów Mazowiecki | 34 | 18 | 8  | 8  | 67     | 33     | +34   | 62  | OŻA – MAZ 2:1 MAZ – OŻA 0:0                                     |              |
| 5   | Mazur Karczew                 | 34 | 19 | 5  | 10 | 60     | 35     | +25   | 62  | OŻA – MAZ 2:1 MAZ – OŻA 0:0                                     |              |
| 6   | KS Konstancin                 | 34 | 19 | 4  | 11 | 66     | 38     | +28   | 61  |                                                                 |              |
| 7   | Sparta Jazgarzew              | 34 | 12 | 18 | 4  | 59     | 43     | +16   | 54  |                                                                 |              |
| 8   | Hutnik Warszawa               | 34 | 15 | 6  | 13 | 41     | 35     | +6    | 51  |                                                                 |              |
| 9   | Mszczonowianka Mszczonów      | 34 | 12 | 9  | 13 | 45     | 55     | −10   | 45  |                                                                 |              |
| 10  | Wilga Garwolin                | 34 | 12 | 7  | 15 | 64     | 63     | +1    | 43  | GAR – ORZ 3:3 ORZ – GAR 1:2                                     |              |
| 11  | Orzeł Wierzbica               | 34 | 12 | 7  | 15 | 38     | 53     | −15   | 43  | GAR – ORZ 3:3 ORZ – GAR 1:2                                     |              |
| 12  | Victoria Sulejówek            | 34 | 11 | 8  | 15 | 60     | 60     | 0     | 41  | SUL: 8 pkt, różn. +7 ŻYR: 4 pkt, różn. -6 ZPR2: 3 pkt, różn. -1 |              |
| 13  | Żyrardowianka Żyrardów        | 34 | 11 | 8  | 15 | 40     | 43     | −3    | 41  | SUL: 8 pkt, różn. +7 ŻYR: 4 pkt, różn. -6 ZPR2: 3 pkt, różn. -1 |              |
| 14  | Znicz II Pruszków             | 34 | 10 | 11 | 13 | 65     | 54     | +11   | 41  | SUL: 8 pkt, różn. +7 ŻYR: 4 pkt, różn. -6 ZPR2: 3 pkt, różn. -1 |              |
| 15  | KS Raszyn                     | 34 | 11 | 6  | 17 | 41     | 63     | −22   | 39  |                                                                 |              |
| 16  | Mazowsze Grójec (S)           | 34 | 11 | 5  | 18 | 50     | 55     | −5    | 38  | Spadek do klasy okręgowej                                       |              |
| 17  | Zwolenianka Zwoleń (S)        | 34 | 6  | 5  | 23 | 35     | 91     | −56   | 23  | Spadek do klasy okręgowej                                       |              |
| 18  | Okęcie Warszawa (S)           | 34 | 0  | 2  | 32 | 12     | 148    | −136  | 2   | Spadek do klasy okręgowej                                       |              |

## Grupa IX (mazowiecka północna)
W grupie występuje 18 zespołów, które walczą o miejsce premiowane awansem do grupy łódzko-mazowieckiej III ligi. Ostatnie zespoły spadają do klasy okręgowej.

### Drużyny
| Uczestnicy poprzedniej edycji | Uczestnicy poprzedniej edycji | Uczestnicy poprzedniej edycji | Uczestnicy poprzedniej edycji |
| ----------------------------- | ----------------------------- | ----------------------------- | ----------------------------- |
| BUG                           | Bug Wyszków                   | 2                             |                               |
| WP2                           | Wisła II Płock                | 3                             |                               |
| MŁA                           | Mławianka Mława               | 4                             |                               |
| BRA                           | Błękitni Raciąż               | 5                             |                               |
| CIE                           | MKS Ciechanów                 | 6                             |                               |
| ŁOM                           | KS Łomianki                   | 7                             |                               |
| MPR                           | MKS Przasnysz                 | 8                             |                               |
| NAR                           | Narew Ostrołęka               | 9                             |                               |
| OOM                           | Ostrovia Ostrów Mazowiecka    | 10                            |                               |
| GĄB                           | Błękitni Gąbin                | 11                            |                               |
| ŻUR                           | Wkra Żuromin                  | 12                            |                               |
| BZU                           | Bzura Chodaków                | 13                            |                               |

| Spadek z III ligi 2013/2014 | Spadek z III ligi 2013/2014 | Spadek z III ligi 2013/2014 | Spadek z III ligi 2013/2014 |
| --------------------------- | --------------------------- | --------------------------- | --------------------------- |
| grupa łódzko-mazowiecka     |                             |                             |                             |
| HWO                         | Huragan Wołomin             | 18                          |                             |
| Awans z ligi okręgowej      |                             |                             |                             |
| Ciechanów-Ostrołęka         |                             |                             |                             |
| SZY                         | Korona Szydłowo             | 1                           |                             |
| PUŁ                         | Nadnarwianka Pułtusk        | 2                           |                             |
| grupa Płock                 |                             |                             |                             |
| SDO                         | Skra Drobin                 | 1                           |                             |
| grupa Siedlce               |                             |                             |                             |
| MMM                         | Mazovia Mińsk Mazowiecki    | 1                           |                             |
| grupa Warszawa I            |                             |                             |                             |
| OWA                         | Olimpia Warszawa            | 2                           |                             |

### Tabela
| Lp. | Drużyna                       | M  | Z  | R  | P  | Bramki | Bramki | Różn. | Pkt | Uwagi                     | Bezpośrednio |
| --- | ----------------------------- | -- | -- | -- | -- | ------ | ------ | ----- | --- | ------------------------- | ------------ |
| 1   | Błękitni Raciąż (M) (A)       | 34 | 24 | 5  | 5  | 74     | 30     | +44   | 77  | Awans do III ligi         |              |
| 2   | Mazovia Mińsk Mazowiecki1 (B) | 34 | 20 | 10 | 4  | 77     | 32     | +45   | 70  | Baraże o III ligę         |              |
| 3   | Bzura Chodaków                | 34 | 21 | 6  | 7  | 80     | 33     | +47   | 69  |                           |              |
| 4   | Huragan Wołomin               | 34 | 19 | 8  | 7  | 78     | 44     | +34   | 65  |                           |              |
| 5   | Mławianka Mława               | 34 | 19 | 7  | 8  | 78     | 29     | +49   | 64  |                           |              |
| 6   | MKS Przasnysz                 | 34 | 19 | 6  | 9  | 66     | 43     | +23   | 63  |                           |              |
| 7   | KS Łomianki                   | 34 | 18 | 8  | 8  | 63     | 39     | +24   | 62  |                           |              |
| 8   | Wisła II Płock                | 34 | 17 | 6  | 11 | 77     | 41     | +36   | 57  |                           |              |
| 9   | Bug Wyszków                   | 34 | 16 | 4  | 14 | 72     | 50     | +22   | 52  |                           |              |
| 10  | Błękitni Gąbin                | 34 | 14 | 6  | 14 | 62     | 55     | +7    | 48  |                           |              |
| 11  | Olimpia Warszawa              | 34 | 13 | 6  | 15 | 53     | 53     | 0     | 45  |                           |              |
| 12  | Ostrovia Ostrów Mazowiecka    | 33 | 12 | 5  | 16 | 64     | 74     | −10   | 41  |                           |              |
| 13  | Narew Ostrołęka               | 34 | 12 | 3  | 19 | 56     | 84     | −28   | 39  |                           |              |
| 14  | MKS Ciechanów                 | 34 | 10 | 4  | 20 | 58     | 74     | −16   | 34  |                           |              |
| 15  | Korona Szydłowo               | 34 | 8  | 5  | 21 | 41     | 92     | −51   | 29  |                           |              |
| 16  | Nadnarwianka Pułtusk (S)      | 34 | 7  | 3  | 24 | 53     | 87     | −34   | 24  | Spadek do klasy okręgowej |              |
| 17  | Wkra Żuromin (S)              | 34 | 4  | 3  | 27 | 34     | 108    | −74   | 15  | Spadek do klasy okręgowej |              |
| 18  | Skra Drobin (S)               | 34 | 4  | 2  | 28 | 40     | 140    | −100  | 14  | Spadek do klasy okręgowej |              |

## Grupa X (opolska)
W grupie występowało 18 zespołów, które walczyły o miejsce premiowane awansem do grupy opolsko-śląskiej III ligi. Ostatnie zespoły spadły do klasy okręgowej.

### Drużyny
| Uczestnicy poprzedniej edycji | Uczestnicy poprzedniej edycji | Uczestnicy poprzedniej edycji | Uczestnicy poprzedniej edycji |
| ----------------------------- | ----------------------------- | ----------------------------- | ----------------------------- |
| OLE                           | OKS Olesno                    | 3                             |                               |
| KĘD                           | Chemik Kędzierzyn-Koźle       | 4                             |                               |
| PAC                           | Sparta Paczków                | 5                             |                               |
| ŹLI                           | Orzeł Źlinice                 | 6                             |                               |
| STB                           | Stal Brzeg                    | 7                             |                               |
| PPR                           | Pogoń Prudnik                 | 8                             |                               |
| ŁUB                           | Śląsk Łubniany                | 9                             |                               |
| LEW                           | Olimpia Lewin Brzeski         | 10                            |                               |
| TOR                           | TOR Dobrzeń Wielki            | 11                            |                               |

| Spadek z III ligi 2013/2014 | Spadek z III ligi 2013/2014 | Spadek z III ligi 2013/2014 | Spadek z III ligi 2013/2014 |
| --------------------------- | --------------------------- | --------------------------- | --------------------------- |
| GŁU                         | Polonia Głubczyce           | 13                          |                             |
| OTM                         | Czarni Otmuchów             | 14                          |                             |
| PTR                         | LZS Piotrówka               | 19                          |                             |
| POP                         | Piast Strzelce Opolskie     | 20                          |                             |
| NAM                         | Start Namysłów              | 21                          |                             |
| Awans z ligi okręgowej      |                             |                             |                             |
| grupa opolska I             |                             |                             |                             |
| VCH                         | Victoria Chróścice          | 1                           |                             |
| MEC                         | LZS Mechnice                | 2                           |                             |
| grupa opolska II            |                             |                             |                             |
| RRS                         | Racławia Racławice Śląskie  | 1                           |                             |
| PWI                         | Porawie Większyce           | 2                           |                             |

### Tabela
| Lp. | Drużyna                        | M  | Z  | R  | P  | Bramki | Bramki | Różn. | Pkt | Uwagi                       | Bezpośrednio |
| --- | ------------------------------ | -- | -- | -- | -- | ------ | ------ | ----- | --- | --------------------------- | ------------ |
| 1   | LZS Piotrówka (M) (A)          | 34 | 22 | 7  | 5  | 91     | 29     | +62   | 73  | Awans do III ligi           |              |
| 2   | Polonia Głubczyce              | 34 | 21 | 9  | 4  | 77     | 36     | +41   | 72  |                             |              |
| 3   | Stal Brzeg                     | 34 | 19 | 12 | 3  | 61     | 16     | +45   | 69  |                             |              |
| 4   | Porawie Większyce              | 34 | 17 | 7  | 10 | 73     | 57     | +16   | 58  |                             |              |
| 5   | Chemik Kędzierzyn-Koźle        | 34 | 17 | 6  | 11 | 62     | 53     | +9    | 57  |                             |              |
| 6   | Śląsk Łubniany                 | 34 | 14 | 11 | 9  | 48     | 44     | +4    | 53  |                             |              |
| 7   | OKS Olesno                     | 34 | 15 | 6  | 13 | 54     | 64     | −10   | 51  |                             |              |
| 8   | Sparta Paczków                 | 34 | 14 | 8  | 12 | 57     | 46     | +11   | 50  |                             |              |
| 9   | Olimpia Lewin Brzeski          | 34 | 14 | 5  | 15 | 62     | 63     | −1    | 47  | LEW – NAM 2:3 NAM – LEW 0:2 |              |
| 10  | Start Namysłów                 | 34 | 14 | 5  | 15 | 45     | 45     | 0     | 47  | LEW – NAM 2:3 NAM – LEW 0:2 |              |
| 11  | TOR Dobrzeń Wielki             | 34 | 12 | 10 | 12 | 54     | 55     | −1    | 46  |                             |              |
| 12  | Pogoń Prudnik                  | 34 | 14 | 3  | 17 | 43     | 51     | −8    | 45  |                             |              |
| 13  | Czarni Otmuchów                | 34 | 13 | 5  | 16 | 43     | 56     | −13   | 44  |                             |              |
| 14  | LZS Mechnice (S)               | 34 | 11 | 4  | 19 | 58     | 76     | −18   | 37  | Spadek do klasy okręgowej   |              |
| 15  | Racławia Racławice Śląskie (S) | 34 | 9  | 6  | 19 | 39     | 73     | −34   | 33  | Spadek do klasy okręgowej   |              |
| 16  | Victoria Chróścice (S)         | 34 | 9  | 5  | 20 | 52     | 70     | −18   | 32  | Spadek do klasy okręgowej   |              |
| 17  | Orzeł Źlinice (S)              | 34 | 7  | 6  | 21 | 38     | 68     | −30   | 27  | Spadek do klasy okręgowej   |              |
| 18  | Piast Strzelce Opolskie (S)    | 34 | 3  | 7  | 24 | 33     | 88     | −55   | 16  | Spadek do klasy okręgowej   |              |

## Grupa XI (podkarpacka)
W grupie występowało 16 zespołów, które walczyły o miejsce premiowane awansem do grupy lubelsko-podkarpackiej III ligi. Ostatnie zespoły spadły do klasy okręgowej.

### Drużyny
| Uczestnicy poprzedniej edycji | Uczestnicy poprzedniej edycji | Uczestnicy poprzedniej edycji | Uczestnicy poprzedniej edycji |
| ----------------------------- | ----------------------------- | ----------------------------- | ----------------------------- |
| NOW                           | Cosmos Nowotaniec             | 3                             |                               |
| CKR                           | Crasnovia Krasne              | 4                             |                               |
| LEŻ                           | Pogoń Leżajsk                 | 5                             |                               |
| PTU                           | Piast Tuczempy                | 6                             |                               |
| CJA                           | Czarni 1910 Jasło             | 7                             |                               |
| NIS                           | Sokół Nisko                   | 8                             |                               |
| PIL                           | Rzemieślnik Pilzno            | 9                             |                               |
| KOL                           | Kolbuszowianka Kolbuszowa     | 10                            |                               |
| MAL                           | Strumyk Malawa                | 11                            |                               |
| NDĘ                           | Stal Nowa Dęba                | 12                            |                               |

| Spadek z III ligi 2013/2014 | Spadek z III ligi 2013/2014 | Spadek z III ligi 2013/2014 | Spadek z III ligi 2013/2014 |
| --------------------------- | --------------------------- | --------------------------- | --------------------------- |
| grupa lubelsko-podkarpacka  |                             |                             |                             |
| POP                         | Polonia Przemyśl            | 14                          |                             |
| Awans z ligi okręgowej      |                             |                             |                             |
| Dębica                      |                             |                             |                             |
| WWI                         | Wisłok Wiśniowa             | 1                           |                             |
| grupa Krosno                |                             |                             |                             |
| BES                         | Przełom Besko               | 1                           |                             |
| grupa Rzeszów               |                             |                             |                             |
| SON                         | Sawa Sonina                 | 1                           |                             |
| grupa Stalowa Wola          |                             |                             |                             |
| JAS                         | Bukowa Jastkowice           | 1                           |                             |
| grupa Jarosław              |                             |                             |                             |
| SKO                         | LKS Skołoszów               | 1                           |                             |

### Tabela
| Lp. | Drużyna                   | M  | Z  | R  | P  | Bramki | Bramki | Różn. | Pkt | Uwagi                       | Bezpośrednio                |
| --- | ------------------------- | -- | -- | -- | -- | ------ | ------ | ----- | --- | --------------------------- | --------------------------- |
| 1   | Polonia Przemyśl (M) (A)  | 30 | 19 | 7  | 4  | 65     | 21     | +44   | 64  | Awans do III ligi           |                             |
| 2   | Piast Tuczempy (A)        | 30 | 16 | 8  | 6  | 43     | 21     | +22   | 56  | Awans do III ligi           |                             |
| 3   | Cosmos Nowotaniec         | 30 | 15 | 7  | 8  | 48     | 32     | +16   | 52  |                             |                             |
| 4   | Wisłok Wiśniowa           | 30 | 14 | 8  | 8  | 50     | 40     | +10   | 50  |                             |                             |
| 5   | Rzemieślnik Pilzno        | 30 | 14 | 6  | 10 | 35     | 30     | +5    | 48  |                             |                             |
| 6   | LKS Skołoszów             | 30 | 12 | 10 | 8  | 43     | 38     | +5    | 46  |                             |                             |
| 7   | Crasnovia Krasne          | 30 | 12 | 7  | 11 | 52     | 47     | +5    | 43  |                             |                             |
| 8   | Pogoń Leżajsk1 (S)        | 30 | 11 | 7  | 12 | 33     | 29     | +4    | 40  | Spadek do klasy okręgowej   | LEŻ – NIS 3:0 NIS – LEŻ 1:2 |
| 9   | Sokół Nisko               | 30 | 11 | 7  | 12 | 52     | 57     | −5    | 40  |                             | LEŻ – NIS 3:0 NIS – LEŻ 1:2 |
| 10  | Bukowa Jastkowice         | 30 | 10 | 9  | 11 | 39     | 46     | −7    | 39  | JAS – KOL 0:1 KOL – JAS 1:2 |                             |
| 11  | Kolbuszowianka Kolbuszowa | 30 | 12 | 3  | 15 | 37     | 48     | −11   | 39  | JAS – KOL 0:1 KOL – JAS 1:2 |                             |
| 12  | Przełom Besko             | 30 | 9  | 11 | 10 | 36     | 36     | 0     | 38  |                             |                             |
| 13  | Stal Nowa Dęba1           | 30 | 9  | 8  | 13 | 41     | 49     | −8    | 35  | NDĘ – MAL 3:1 MAL – NDĘ 1:2 |                             |
| 14  | Strumyk Malawa (S)        | 30 | 9  | 8  | 13 | 44     | 51     | −7    | 35  | NDĘ – MAL 3:1 MAL – NDĘ 1:2 | Spadek do klasy okręgowej   |
| 15  | Sawa Sonina (S)           | 30 | 5  | 6  | 19 | 28     | 61     | −33   | 21  |                             | Spadek do klasy okręgowej   |
| 16  | Czarni 1910 Jasło (S)     | 30 | 4  | 4  | 22 | 24     | 64     | −40   | 16  |                             | Spadek do klasy okręgowej   |

## Grupa XII (podlaska)
W grupie występuje 16 zespołów, które walczą o miejsce premiowane awansem do grupy podlasko-warmińsko-mazurskiej III ligi. Ostatnie zespoły spadają do klasy okręgowej.

### Drużyny
| Uczestnicy poprzedniej edycji | Uczestnicy poprzedniej edycji | Uczestnicy poprzedniej edycji | Uczestnicy poprzedniej edycji |
| ----------------------------- | ----------------------------- | ----------------------------- | ----------------------------- |
| SZE                           | Sparta 1951 Szepietowo        | 3                             |                               |
| MIC                           | KS Michałowo                  | 4                             |                               |
| AUG                           | Sparta Augustów               | 5                             |                               |
| MIE                           | MKS Mielnik                   | 6                             |                               |
| GGR                           | Gryf Gródek                   | 7                             |                               |
| CRS                           | Cresovia Siemiatycze          | 8                             |                               |
| ŁAP                           | Pogoń Łapy                    | 9                             |                               |
| TYK                           | Hetman Tykocin                | 10                            |                               |
| JUC                           | Magnat Juchnowiec Kościelny   | 11                            |                               |
| SSO                           | Sokół Sokółka                 | 12                            |                               |

| Uczestnicy poprzedniej edycji     | Uczestnicy poprzedniej edycji | Uczestnicy poprzedniej edycji | Uczestnicy poprzedniej edycji |
| --------------------------------- | ----------------------------- | ----------------------------- | ----------------------------- |
| ŚNI                               | KS Śniadowo                   | 13                            |                               |
| Spadek z III ligi 2013/2014       |                               |                               |                               |
| grupa podlasko-warmińsko-mazurska |                               |                               |                               |
| TBP                               | Tur Bielsk Podlaski           | 13                            |                               |
| WIS                               | Wissa Szczuczyn               | 16                            |                               |
| MOŃ                               | Promień Mońki                 | 18                            |                               |
| Awans z ligi okręgowej            |                               |                               |                               |
| grupa podlaska                    |                               |                               |                               |
| RWM                               | Ruch Wysokie Mazowieckie      | 1                             |                               |
| WS2                               | Wigry II Suwałki              | 2                             |                               |

### Tabela
| Lp. | Drużyna                     | M  | Z  | R  | P  | Bramki | Bramki | Różn. | Pkt | Uwagi                     | Bezpośrednio |
| --- | --------------------------- | -- | -- | -- | -- | ------ | ------ | ----- | --- | ------------------------- | ------------ |
| 1   | Wissa Szczuczyn (M) (A)     | 30 | 21 | 6  | 3  | 70     | 28     | +42   | 69  | Awans do III ligi         |              |
| 2   | KS Michałowo1               | 30 | 19 | 6  | 5  | 73     | 37     | +36   | 63  |                           |              |
| 3   | Ruch Wysokie Mazowieckie    | 30 | 15 | 9  | 6  | 54     | 39     | +15   | 54  |                           |              |
| 4   | Wigry II Suwałki            | 30 | 16 | 4  | 10 | 56     | 44     | +12   | 52  |                           |              |
| 5   | Cresovia Siemiatycze        | 30 | 15 | 6  | 9  | 54     | 45     | +9    | 51  |                           |              |
| 6   | Tur Bielsk Podlaski         | 30 | 14 | 8  | 8  | 62     | 39     | +23   | 50  |                           |              |
| 7   | Hetman Tykocin              | 30 | 13 | 4  | 13 | 44     | 53     | −9    | 43  |                           |              |
| 8   | Sparta 1951 Szepietowo      | 30 | 10 | 12 | 8  | 47     | 36     | +11   | 42  |                           |              |
| 9   | Magnat Juchnowiec Kościelny | 30 | 10 | 10 | 10 | 32     | 38     | −6    | 40  |                           |              |
| 10  | MKS Mielnik                 | 30 | 11 | 6  | 13 | 44     | 43     | +1    | 39  |                           |              |
| 11  | KS Śniadowo                 | 30 | 11 | 4  | 15 | 59     | 67     | −8    | 37  |                           |              |
| 12  | Pogoń Łapy                  | 30 | 9  | 6  | 15 | 37     | 45     | −8    | 33  |                           |              |
| 13  | Promień Mońki               | 30 | 7  | 7  | 16 | 33     | 51     | −18   | 28  |                           |              |
| 14  | Sokół Sokółka               | 30 | 7  | 5  | 18 | 49     | 69     | −20   | 26  |                           |              |
| 15  | Sparta Augustów (S)         | 30 | 6  | 5  | 19 | 37     | 55     | −18   | 23  | Spadek do klasy okręgowej |              |
| 16  | Gryf Gródek (S)             | 30 | 5  | 4  | 21 | 23     | 85     | −62   | 19  | Spadek do klasy okręgowej |              |

## Grupa XIII (pomorska)
W grupie występuje 18 zespołów, które walczą o miejsce premiowane awansem do grupy pomorsko-zachodniopomorskiej III ligi. Ostatnie zespoły spadają do klasy okręgowej.

### Drużyny
| Uczestnicy poprzedniej edycji | Uczestnicy poprzedniej edycji | Uczestnicy poprzedniej edycji | Uczestnicy poprzedniej edycji |
| ----------------------------- | ----------------------------- | ----------------------------- | ----------------------------- |
| GLU                           | GOSRiT Luzino                 | 3                             |                               |
| GRS                           | Gryf Słupsk                   | 4                             |                               |
| DZI                           | Powiśle Dzierzgoń             | 5                             |                               |
| GKO                           | GKS Kolbudy                   | 6                             |                               |
| PEL                           | Wierzyca Pelplin              | 7                             |                               |
| AGA                           | Anioły Garczegorze            | 8                             |                               |
| SZT                           | Olimpia Sztum                 | 9                             |                               |
| LĘB                           | Pogoń Lębork                  | 10                            |                               |
| BY2                           | Bytovia II Bytów              | 11                            |                               |
| AKI                           | Amator Kiełpino               | 12                            |                               |

| Spadek z III ligi 2013/2014      | Spadek z III ligi 2013/2014 | Spadek z III ligi 2013/2014 | Spadek z III ligi 2013/2014 |
| -------------------------------- | --------------------------- | --------------------------- | --------------------------- |
| grupa pomorsko-zachodniopomorska |                             |                             |                             |
| KOD                              | Koral Dębnica               | 14                          |                             |
| PGD                              | Polonia Gdańsk              | 16                          |                             |
| Awans z ligi okręgowej           |                             |                             |                             |
| grupa Gdańsk I                   |                             |                             |                             |
| MWŁ                              | MKS Władysławowo            | 1                           |                             |
| JAG                              | Jaguar Gdańsk               | 2                           |                             |
| grupa Gdańsk II                  |                             |                             |                             |
| KPS                              | KP Starogard Gdański        | 1                           |                             |
| CPE                              | Centrum Pelplin             | 2                           |                             |
| grupa Słupsk                     |                             |                             |                             |
| UST                              | Jantar Ustka                | 1                           |                             |
| MIA                              | Start Miastko               | 2                           |                             |

### Tabela
| Lp. | Drużyna              | M  | Z  | R | P  | Bramki | Bramki | Różn. | Pkt | Uwagi                       | Bezpośrednio |
| --- | -------------------- | -- | -- | - | -- | ------ | ------ | ----- | --- | --------------------------- | ------------ |
| 1   | Gryf Słupsk (M) (A)  | 34 | 24 | 7 | 3  | 115    | 32     | +83   | 79  | Awans do III ligi           |              |
| 2   | Wierzyca Pelplin (A) | 34 | 24 | 4 | 6  | 78     | 35     | +43   | 76  | Awans do III ligi           |              |
| 3   | KP Starogard Gdański | 34 | 20 | 8 | 6  | 80     | 39     | +41   | 68  |                             |              |
| 4   | Anioły Garczegorze   | 34 | 19 | 6 | 9  | 62     | 25     | +37   | 63  |                             |              |
| 5   | Jaguar Gdańsk        | 34 | 19 | 5 | 10 | 68     | 45     | +23   | 62  |                             |              |
| 6   | Jantar Ustka         | 34 | 17 | 6 | 11 | 59     | 47     | +12   | 57  |                             |              |
| 7   | Pogoń Lębork         | 34 | 16 | 7 | 11 | 59     | 44     | +15   | 55  | LĘB – CPE 0:1 CPE – LĘB 0:3 |              |
| 8   | Centrum Pelplin      | 34 | 16 | 7 | 11 | 70     | 52     | +18   | 55  | LĘB – CPE 0:1 CPE – LĘB 0:3 |              |
| 9   | Powiśle Dzierzgoń    | 34 | 15 | 9 | 10 | 65     | 46     | +19   | 54  |                             |              |
| 10  | Bytovia II Bytów     | 34 | 17 | 1 | 16 | 67     | 65     | +2    | 52  |                             |              |
| 11  | GKS Kolbudy          | 34 | 15 | 4 | 15 | 79     | 53     | +26   | 49  |                             |              |
| 12  | MKS Władysławowo     | 34 | 14 | 5 | 15 | 54     | 60     | −6    | 47  |                             |              |
| 13  | GOSRiT Luzino        | 34 | 12 | 6 | 16 | 44     | 59     | −15   | 42  |                             |              |
| 14  | Start Miastko        | 34 | 11 | 8 | 15 | 51     | 80     | −29   | 41  |                             |              |
| 15  | Polonia Gdańsk       | 34 | 7  | 7 | 20 | 47     | 59     | −12   | 28  | Spadek do klasy okręgowej   |              |
| 16  | Amator Kiełpino      | 34 | 3  | 0 | 31 | 25     | 163    | −138  | 9   | Spadek do klasy okręgowej   |              |
| 17  | Koral Dębnica1       | 34 | 5  | 4 | 25 | 30     | 84     | −54   | 19  | Spadek do klasy A           |              |
| 17  | Olimpia Sztum1       | 34 | 3  | 2 | 29 | 16     | 87     | −71   | 11  | Spadek do klasy A           |              |

## Grupa XIV (śląska I)
W grupie występuje 16 zespołów, które walczą o miejsce premiowane awansem do grupy opolsko-śląskiej III ligi. Ostatnie zespoły spadają do klasy okręgowej.

### Drużyny
| Uczestnicy poprzedniej edycji | Uczestnicy poprzedniej edycji | Uczestnicy poprzedniej edycji | Uczestnicy poprzedniej edycji |
| ----------------------------- | ----------------------------- | ----------------------------- | ----------------------------- |
| GPI                           | Górnik Piaski                 | 2                             |                               |
| SRM                           | Sarmacja Będzin               | 3                             |                               |
| CIO                           | Przyszłość Ciochowice         | 4                             |                               |
| CON                           | Concordia Knurów              | 5                             |                               |
| SRŚ                           | Slavia Ruda Śląska            | 6                             |                               |
| GTA                           | Gwarek Tarnowskie Góry        | 7                             |                               |
| KON                           | Pilica Koniecpol              | 8                             |                               |
| RA2                           | Raków II Częstochowa          | 9                             |                               |
| KAM                           | LKS Kamienica Polska          | 101                           |                               |
| RGR                           | RKS Grodziec                  | 11                            |                               |
| ŻAR                           | Zieloni Żarki                 | 12                            |                               |
| WOŹ                           | MLKS Woźniki                  | 13                            |                               |

| Spadek z III ligi 2013/2014 | Spadek z III ligi 2013/2014 | Spadek z III ligi 2013/2014 | Spadek z III ligi 2013/2014 |
| --------------------------- | --------------------------- | --------------------------- | --------------------------- |
| grupa opolsko-śląska        |                             |                             |                             |
| RRA                         | Ruch Radzionków             | 12                          |                             |
| Awans z ligi okręgowej      |                             |                             |                             |
| grupa Katowice II           |                             |                             |                             |
| UZĄ                         | Unia Ząbkowice              | 1                           |                             |
| grupa Katowice IV           |                             |                             |                             |
| FGL                         | Fortuna Gliwice             | 1                           |                             |
| grupa Częstochowa           |                             |                             |                             |
| POR                         | Polonia Poraj               | 1                           |                             |

Objaśnienia:
1. LKS Kamienica Polska wycofała się po 7. kolejce.

### Tabela
| Lp. | Drużyna                  | M  | Z  | R | P  | Bramki | Bramki | Różn. | Pkt | Uwagi                       | Bezpośrednio |
| --- | ------------------------ | -- | -- | - | -- | ------ | ------ | ----- | --- | --------------------------- | ------------ |
| 1   | Ruch Radzionków3 (M) (B) | 28 | 21 | 3 | 4  | 82     | 20     | +62   | 66  | Baraże o III ligę           |              |
| 2   | Zieloni Żarki            | 28 | 16 | 4 | 8  | 63     | 45     | +18   | 52  |                             |              |
| 3   | Sarmacja Będzin          | 28 | 13 | 7 | 8  | 57     | 40     | +17   | 46  |                             |              |
| 4   | Raków II Częstochowa     | 28 | 13 | 6 | 9  | 67     | 41     | +26   | 45  | RA2 – CIO 2:0 CIO – RA2 1:0 |              |
| 5   | Przyszłość Ciochowice    | 28 | 13 | 6 | 9  | 44     | 41     | +3    | 45  | RA2 – CIO 2:0 CIO – RA2 1:0 |              |
| 6   | Unia Ząbkowice           | 28 | 13 | 4 | 11 | 61     | 49     | +12   | 43  |                             |              |
| 7   | Gwarek Tarnowskie Góry   | 28 | 11 | 9 | 8  | 57     | 43     | +14   | 42  |                             |              |
| 8   | Polonia Poraj            | 28 | 11 | 8 | 9  | 53     | 43     | +10   | 41  |                             |              |
| 9   | Górnik Piaski            | 28 | 11 | 6 | 11 | 45     | 43     | +2    | 39  |                             |              |
| 10  | RKS Grodziec             | 28 | 11 | 5 | 12 | 39     | 52     | −13   | 38  | RGR – SRŚ 2:1 SRŚ – RGR 0:0 |              |
| 11  | Slavia Ruda Śląska       | 28 | 11 | 5 | 12 | 49     | 47     | +2    | 38  | RGR – SRŚ 2:1 SRŚ – RGR 0:0 |              |
| 12  | Concordia Knurów         | 28 | 10 | 5 | 13 | 50     | 65     | −15   | 35  |                             |              |
| 13  | Pilica Koniecpol2        | 28 | 7  | 7 | 14 | 35     | 56     | −21   | 28  |                             |              |
| 14  | MLKS Woźniki (S)         | 28 | 7  | 6 | 15 | 48     | 62     | −14   | 27  | Spadek do klasy okręgowej   |              |
| 15  | Fortuna Gliwice (S)      | 28 | 1  | 1 | 26 | 16     | 119    | −103  | 4   | Spadek do klasy okręgowej   |              |
| -   | LKS Kamienica Polska1    | 0  | 0  | 0 | 0  | 0      | 0      | 0     | 0   | Drużyna wycofana            |              |

## Grupa XV (śląska II)
W grupie występuje 16 zespołów, które walczą o miejsce premiowane awansem do grupy opolsko-śląskiej III ligi. Ostatnie zespoły spadają do klasy okręgowej.

### Drużyny
| Uczestnicy poprzedniej edycji | Uczestnicy poprzedniej edycji | Uczestnicy poprzedniej edycji | Uczestnicy poprzedniej edycji |
| ----------------------------- | ----------------------------- | ----------------------------- | ----------------------------- |
| ISK                           | Iskra Pszczyna                | 2                             |                               |
| BOJ                           | GTS Bojszowy                  | 3                             |                               |
| PRZ                           | Jedność 32 Przyszowice        | 4                             |                               |
| ORN                           | Gwarek Ornontowice            | 5                             |                               |
| SUS                           | Krupiński Suszec              | 6                             |                               |
| CGŻ                           | Czarni-Góral Żywiec           | 7                             |                               |
| KA2                           | GKS II Katowice               | 8                             |                               |
| GPS                           | Górnik Pszów                  | 9                             |                               |
| DRZ                           | Drzewiarz Jasienica           | 10                            |                               |
| PKA                           | Podlesianka Katowice          | 11                            |                               |
| ŚWI                           | Forteca Świerklany            | 12                            |                               |

| Spadek z III ligi 2013/2014 | Spadek z III ligi 2013/2014 | Spadek z III ligi 2013/2014 | Spadek z III ligi 2013/2014 |
| --------------------------- | --------------------------- | --------------------------- | --------------------------- |
| grupa opolsko-śląska        |                             |                             |                             |
| SZJ                         | Szczakowianka Jaworzno      | 14                          |                             |
| Awans z ligi okręgowej      |                             |                             |                             |
| grupa Katowice I            |                             |                             |                             |
| LBE                         | LKS Bełk                    | 1                           |                             |
| grupa Katowice III          |                             |                             |                             |
| UTU                         | Unia Turza Śląska           | 1                           |                             |
| grupa Bielsko-Biała         |                             |                             |                             |
| RAW                         | GKS Radziechowy-Wieprz      | 1                           |                             |

### Tabela
| Lp. | Drużyna                  | M  | Z  | R | P  | Bramki | Bramki | Różn. | Pkt | Uwagi                                                                                 | Bezpośrednio                |
| --- | ------------------------ | -- | -- | - | -- | ------ | ------ | ----- | --- | ------------------------------------------------------------------------------------- | --------------------------- |
| 1   | LKS Bełk1 (M) (B)        | 30 | 25 | 4 | 1  | 89     | 16     | +73   | 79  | Awans do Baraże o III ligę                                                            |                             |
| 2   | Drzewiarz Jasienica      | 30 | 16 | 7 | 7  | 54     | 25     | +29   | 55  |                                                                                       | DRZ – ŚWI 3:0 ŚWI – DRZ 1:0 |
| 3   | Forteca Świerklany       | 30 | 16 | 7 | 7  | 39     | 30     | +9    | 55  |                                                                                       | DRZ – ŚWI 3:0 ŚWI – DRZ 1:0 |
| 4   | Jedność 32 Przyszowice   | 30 | 14 | 7 | 9  | 67     | 51     | +16   | 49  |                                                                                       |                             |
| 5   | Gwarek Ornontowice       | 30 | 12 | 7 | 11 | 48     | 50     | −2    | 43  | ORN: 13 pkt, różn. +3 SZJ: 10 pkt, różn. +6 ISK: 7 pkt, różn. -4 UTU: 3 pkt, różn. -5 |                             |
| 6   | Szczakowianka Jaworzno   | 30 | 13 | 4 | 13 | 53     | 39     | +14   | 43  | ORN: 13 pkt, różn. +3 SZJ: 10 pkt, różn. +6 ISK: 7 pkt, różn. -4 UTU: 3 pkt, różn. -5 |                             |
| 7   | Iskra Pszczyna           | 30 | 13 | 4 | 13 | 47     | 52     | −5    | 43  | ORN: 13 pkt, różn. +3 SZJ: 10 pkt, różn. +6 ISK: 7 pkt, różn. -4 UTU: 3 pkt, różn. -5 |                             |
| 8   | Unia Turza Śląska        | 30 | 12 | 7 | 11 | 49     | 35     | +14   | 43  | ORN: 13 pkt, różn. +3 SZJ: 10 pkt, różn. +6 ISK: 7 pkt, różn. -4 UTU: 3 pkt, różn. -5 |                             |
| 9   | Unia Racibórz            | 30 | 11 | 9 | 10 | 55     | 65     | −10   | 42  |                                                                                       |                             |
| 10  | Krupiński Suszec         | 30 | 12 | 5 | 13 | 40     | 41     | −1    | 41  | SUS – BOJ 0:1 BOJ – SUS 0:2                                                           |                             |
| 11  | GTS Bojszowy             | 30 | 11 | 8 | 11 | 32     | 45     | −13   | 41  | SUS – BOJ 0:1 BOJ – SUS 0:2                                                           |                             |
| 12  | GKS II Katowice          | 30 | 11 | 7 | 12 | 51     | 40     | +11   | 40  |                                                                                       |                             |
| 13  | GKS Radziechowy-Wieprz   | 30 | 11 | 5 | 14 | 50     | 50     | 0     | 38  |                                                                                       |                             |
| 14  | Czarni-Góral Żywiec (S)  | 30 | 8  | 5 | 17 | 33     | 62     | −29   | 29  | Spadek do klasy okręgowej                                                             |                             |
| 15  | Podlesianka Katowice (S) | 30 | 6  | 4 | 20 | 31     | 63     | −32   | 22  | Spadek do klasy okręgowej                                                             |                             |
| 16  | Górnik Pszów (S)         | 30 | 3  | 2 | 25 | 19     | 93     | −74   | 11  | Spadek do klasy okręgowej                                                             |                             |

## Grupa XVI (świętokrzyska)
W grupie występuje 16 zespołów, które walczą o miejsce premiowane awansem do grupy małopolsko-świętokrzyskiej III ligi. Ostatnie zespoły spadają do klasy okręgowej.

### Drużyny
| Uczestnicy poprzedniej edycji | Uczestnicy poprzedniej edycji | Uczestnicy poprzedniej edycji | Uczestnicy poprzedniej edycji |
| ----------------------------- | ----------------------------- | ----------------------------- | ----------------------------- |
| SĘD                           | Unia Sędziszów                | 3                             |                               |
| KAJ                           | Lubrzanka Kajetanów           | 4                             |                               |
| PST                           | Pogoń 1945 Staszów            | 5                             |                               |
| ORS                           | Orlicz Suchedniów             | 6                             |                               |
| SKW                           | Sparta Kazimierza Wielka      | 7                             |                               |
| JĘD                           | Naprzód Jędrzejów             | 8                             |                               |
| BUZ                           | Zdrój Busko-Zdrój             | 9                             |                               |
| DAL                           | Spartakus Razem Daleszyce     | 10                            |                               |
| ŁAG                           | ŁKS Łagów                     | 11                            |                               |
| KLI                           | Klimontowianka Klimontów      | 12                            |                               |
| TUM                           | Skała Tumlin                  | 13                            |                               |
| ALO                           | Alit Ożarów                   | 14                            |                               |
| WŁO                           | Hetman Włoszczowa             | 15                            |                               |

| Spadek z III ligi 2013/2014    | Spadek z III ligi 2013/2014 | Spadek z III ligi 2013/2014 | Spadek z III ligi 2013/2014 |
| ------------------------------ | --------------------------- | --------------------------- | --------------------------- |
| grupa małopolsko-świetokrzyska |                             |                             |                             |
| NID                            | Nida Pińczów                | 17                          |                             |
| Awans z ligi okręgowej         |                             |                             |                             |
| grupa świętokrzyska            |                             |                             |                             |
| RUD                            | GKS Rudki                   | 1                           |                             |
| NKO                            | Neptun Końskie              | 2                           |                             |

### Tabela
| Lp. | Drużyna                          | M  | Z  | R  | P  | Bramki | Bramki | Różn. | Pkt | Uwagi                     | Bezpośrednio |
| --- | -------------------------------- | -- | -- | -- | -- | ------ | ------ | ----- | --- | ------------------------- | ------------ |
| 1   | Sparta Kazimierza Wielka (M) (A) | 30 | 24 | 2  | 4  | 83     | 28     | +55   | 74  | Awans do III ligi         |              |
| 2   | Spartakus Razem Daleszyce (A)    | 30 | 20 | 6  | 4  | 64     | 20     | +44   | 66  | Awans do III ligi         |              |
| 3   | Nida Pińczów                     | 30 | 17 | 3  | 10 | 47     | 36     | +11   | 54  |                           |              |
| 4   | Lubrzanka Kajetanów              | 30 | 15 | 6  | 9  | 62     | 34     | +28   | 51  |                           |              |
| 5   | Pogoń 1945 Staszów               | 30 | 12 | 10 | 8  | 47     | 37     | +10   | 46  |                           |              |
| 6   | Naprzód Jędrzejów                | 30 | 12 | 9  | 9  | 44     | 48     | −4    | 45  |                           |              |
| 7   | Klimontowianka Klimontów         | 30 | 12 | 7  | 11 | 48     | 39     | +9    | 43  |                           |              |
| 8   | GKS Rudki                        | 30 | 10 | 12 | 8  | 35     | 38     | −3    | 42  |                           |              |
| 9   | Alit Ożarów                      | 30 | 12 | 4  | 14 | 50     | 43     | +7    | 40  |                           |              |
| 10  | Unia Sędziszów                   | 30 | 10 | 9  | 11 | 41     | 40     | +1    | 39  |                           |              |
| 11  | Neptun Końskie                   | 30 | 10 | 5  | 15 | 32     | 43     | −11   | 35  |                           |              |
| 12  | ŁKS Łagów                        | 30 | 8  | 8  | 14 | 34     | 39     | −5    | 32  |                           |              |
| 13  | Hetman Włoszczowa                | 30 | 6  | 10 | 14 | 30     | 56     | −26   | 28  |                           |              |
| 14  | Skała Tumlin1 (S)                | 30 | 7  | 5  | 18 | 42     | 80     | −38   | 26  | Spadek do klasy A         |              |
| 15  | Orlicz Suchedniów1 (S)           | 30 | 7  | 3  | 20 | 29     | 76     | −47   | 24  | Spadek do klasy okręgowej |              |
| 16  | Zdrój Busko-Zdrój1               | 30 | 6  | 5  | 19 | 26     | 57     | −31   | 23  |                           |              |

## Grupa XVII (warmińsko-mazurska)
W grupie występuje 16 zespołów, które walczą o miejsce premiowane awansem do grupy podlasko-warmińsko-mazurskiej III ligi. Ostatnie zespoły spadają do klasy okręgowej.

### Drużyny
| Uczestnicy poprzedniej edycji | Uczestnicy poprzedniej edycji | Uczestnicy poprzedniej edycji | Uczestnicy poprzedniej edycji |
| ----------------------------- | ----------------------------- | ----------------------------- | ----------------------------- |
| WIK                           | GKS Wikielec                  | 3                             |                               |
| ST2                           | Stomil II Olsztyn             | 4                             |                               |
| PIS                           | Pisa Barczewo                 | 5                             |                               |
| ZAT                           | Zatoka Braniewo               | 7                             |                               |
| WAR                           | Warmiak Łukta                 | 8                             |                               |
| OMU                           | Omulew Wielbark               | 9                             |                               |
| DKS                           | DKS Dobre Miasto              | 10                            |                               |
| MAM                           | Mamry Giżycko                 | 12                            |                               |
| VIC                           | Victoria Bartoszyce           | 13                            |                               |

| Spadek z III ligi 2013/2014       | Spadek z III ligi 2013/2014 | Spadek z III ligi 2013/2014 | Spadek z III ligi 2013/2014 |
| --------------------------------- | --------------------------- | --------------------------- | --------------------------- |
| grupa podlasko-warmińsko-mazurska |                             |                             |                             |
| MRĄ                               | Mrągowia Mrągowo            | 14                          |                             |
| MOL                               | Motor Lubawa                | 15                          |                             |
| KĘT                               | Granica Kętrzyn             | 17                          |                             |
| Awans z ligi okręgowej            |                             |                             |                             |
| grupa warmińsko-mazurska I        |                             |                             |                             |
| KOZ                               | Start Kozłowo               | 1                           |                             |
| WOL                               | Warmia Olsztyn              | 2                           |                             |
| grupa warmińsko-mazurska II       |                             |                             |                             |
| PAS                               | Polonia Pasłęk              | 1                           |                             |
| ORN                               | Błękitni Orneta             | 2                           |                             |

### Tabela
| Lp. | Drużyna                 | M  | Z  | R  | P  | Bramki | Bramki | Różn. | Pkt | Uwagi                       | Bezpośrednio |
| --- | ----------------------- | -- | -- | -- | -- | ------ | ------ | ----- | --- | --------------------------- | ------------ |
| 1   | Granica Kętrzyn (M) (A) | 30 | 19 | 7  | 4  | 74     | 30     | +44   | 64  | Awans do III ligi           |              |
| 2   | GKS Wikielec (A)        | 30 | 17 | 11 | 2  | 57     | 28     | +29   | 62  | Awans do III ligi           |              |
| 3   | Warmiak Łukta           | 30 | 16 | 8  | 6  | 64     | 38     | +26   | 56  |                             |              |
| 4   | Błękitni Orneta         | 30 | 15 | 8  | 7  | 46     | 29     | +17   | 53  |                             |              |
| 5   | Polonia Pasłęk          | 30 | 15 | 6  | 9  | 63     | 45     | +18   | 51  |                             |              |
| 6   | Zatoka Braniewo         | 30 | 14 | 5  | 11 | 47     | 47     | 0     | 47  |                             |              |
| 7   | Mrągowia Mrągowo        | 30 | 13 | 6  | 11 | 59     | 45     | +14   | 45  |                             |              |
| 8   | Pisa Barczewo           | 30 | 9  | 10 | 11 | 40     | 46     | −6    | 37  |                             |              |
| 9   | Motor Lubawa            | 30 | 9  | 9  | 12 | 34     | 41     | −7    | 36  |                             |              |
| 10  | Start Kozłowo           | 30 | 9  | 8  | 13 | 35     | 41     | −6    | 35  |                             |              |
| 11  | Mamry Giżycko           | 30 | 8  | 10 | 12 | 40     | 46     | −6    | 34  |                             |              |
| 12  | DKS Dobre Miasto        | 30 | 8  | 9  | 13 | 35     | 44     | −9    | 33  |                             |              |
| 13  | Omulew Wielbark         | 30 | 8  | 7  | 15 | 35     | 44     | −9    | 31  | OMU – ST2 4:0 ST2 – OMU 1:2 |              |
| 14  | Stomil II Olsztyn       | 30 | 9  | 4  | 17 | 51     | 61     | −10   | 31  | OMU – ST2 4:0 ST2 – OMU 1:2 |              |
| 15  | Warmia Olsztyn (S)      | 30 | 7  | 5  | 18 | 34     | 81     | −47   | 26  | Spadek do klasy okręgowej   |              |
| 16  | Victoria Bartoszyce (S) | 30 | 7  | 1  | 22 | 34     | 82     | −48   | 22  | Spadek do klasy okręgowej   |              |

## Grupa XVIII (wielkopolska południowa)
W grupie występuje 16 zespołów, które walczą o miejsce premiowane awansem do grupy kujawsko-pomorsko-wielkopolskiej III ligi. Ostatnie zespoły spadają do klasy okręgowej.

### Drużyny
| Uczestnicy poprzedniej edycji | Uczestnicy poprzedniej edycji | Uczestnicy poprzedniej edycji | Uczestnicy poprzedniej edycji |
| ----------------------------- | ----------------------------- | ----------------------------- | ----------------------------- |
| PĘP                           | Dąbroczanka Pępowo            | 2                             |                               |
| GKN                           | Górnik Konin                  | 3                             |                               |
| KOŚ                           | Obra Kościan                  | 4                             |                               |
| ŚLE                           | LKS Ślesin                    | 5                             |                               |
| KAL                           | KKS 1925 Kalisz               | 6                             |                               |
| MRO                           | Orzeł Mroczeń                 | 7                             |                               |
| SŁU                           | SKP Słupca                    | 8                             |                               |
| WOL                           | Grom Wolsztyn                 | 9                             |                               |
| OKŁ                           | Olimpia Koło                  | 10                            |                               |
| RAC                           | PKS Racot                     | 11                            |                               |
| VOS                           | Victoria Ostrzeszów           | 12                            |                               |
| GOŁ                           | LKS Gołuchów                  | 13                            |                               |
| KOB                           | Piast Kobylin                 | 14                            |                               |

| Spadek z III ligi 2013/2014          | Spadek z III ligi 2013/2014     | Spadek z III ligi 2013/2014 | Spadek z III ligi 2013/2014 |
| ------------------------------------ | ------------------------------- | --------------------------- | --------------------------- |
| grupa kujawsko-pomorsko-wielkopolska |                                 |                             |                             |
| PLE                                  | Polonia 1912 Leszno             | 12                          |                             |
| Awans z ligi okręgowej               |                                 |                             |                             |
| grupa Kalisz                         |                                 |                             |                             |
| KOŹ                                  | Biały Orzeł Koźmin Wielkopolski | 1                           |                             |
| grupa Leszno                         |                                 |                             |                             |
| GOS                                  | Kania Gostyń                    | 1                           |                             |

### Tabela
| Lp. | Drużyna                         | M  | Z  | R | P  | Bramki | Bramki | Różn. | Pkt | Uwagi                       | Bezpośrednio |
| --- | ------------------------------- | -- | -- | - | -- | ------ | ------ | ----- | --- | --------------------------- | ------------ |
| 1   | KKS 1925 Kalisz (M) (A)         | 30 | 22 | 5 | 3  | 72     | 26     | +46   | 71  | Awans do III ligi           |              |
| 2   | LKS Ślesin                      | 30 | 21 | 6 | 3  | 73     | 31     | +42   | 69  |                             |              |
| 3   | Polonia 1912 Leszno             | 30 | 17 | 5 | 8  | 67     | 36     | +31   | 56  |                             |              |
| 4   | Dąbroczanka Pępowo              | 30 | 17 | 4 | 9  | 50     | 30     | +20   | 55  | PĘP – KOŚ 2:0 KOŚ – PĘP 1:2 |              |
| 5   | Obra Kościan                    | 30 | 17 | 4 | 9  | 60     | 35     | +25   | 55  | PĘP – KOŚ 2:0 KOŚ – PĘP 1:2 |              |
| 6   | PKS Racot                       | 30 | 14 | 4 | 12 | 48     | 50     | −2    | 46  |                             |              |
| 7   | Górnik Konin                    | 30 | 13 | 4 | 13 | 50     | 40     | +10   | 43  |                             |              |
| 8   | SKP Słupca                      | 30 | 12 | 4 | 14 | 46     | 45     | +1    | 40  |                             |              |
| 9   | Victoria Ostrzeszów             | 30 | 11 | 6 | 13 | 50     | 57     | −7    | 39  |                             |              |
| 10  | Olimpia Koło                    | 30 | 10 | 7 | 13 | 40     | 51     | −11   | 37  |                             |              |
| 11  | Biały Orzeł Koźmin Wielkopolski | 30 | 9  | 8 | 13 | 40     | 60     | −20   | 35  |                             |              |
| 12  | Grom Wolsztyn                   | 30 | 9  | 5 | 16 | 52     | 66     | −14   | 32  |                             |              |
| 13  | Orzeł Mroczeń                   | 30 | 7  | 7 | 16 | 45     | 72     | −27   | 28  | MRO – KOB 3:1 KOB – MRO 3:2 |              |
| 14  | Piast Kobylin                   | 30 | 7  | 7 | 16 | 28     | 57     | −29   | 28  | MRO – KOB 3:1 KOB – MRO 3:2 |              |
| 15  | Kania Gostyń (S)                | 30 | 7  | 3 | 20 | 24     | 53     | −29   | 24  | Spadek do klasy okręgowej   |              |
| 16  | LKS Gołuchów (S)                | 30 | 5  | 5 | 20 | 26     | 62     | −36   | 20  | Spadek do klasy okręgowej   |              |

## Grupa XIX (wielkopolska północna)
W grupie występuje 16 zespołów, które walczą o miejsce premiowane awansem do grupy kujawsko-pomorsko-wielkopolskiej III ligi. Ostatnie zespoły spadają do klasy okręgowej.

### Drużyny
| Uczestnicy poprzedniej edycji | Uczestnicy poprzedniej edycji | Uczestnicy poprzedniej edycji | Uczestnicy poprzedniej edycji |
| ----------------------------- | ----------------------------- | ----------------------------- | ----------------------------- |
| SPO                           | Sparta Oborniki               | 2                             |                               |
| MIĘ                           | Warta Międzychód              | 3                             |                               |
| LTR                           | Lubuszanin Trzcianka          | 4                             |                               |
| HPO                           | Huragan Pobiedziska           | 5                             |                               |
| TRZ                           | Zjednoczeni Trzemeszno        | 6                             |                               |
| LKO                           | 1922 Lechia Kostrzyn          | 7                             |                               |
| SZY                           | Iskra Szydłowo                | 8                             |                               |
| PRZ                           | Płomień Przyprostynia         | 9                             |                               |
| MOS                           | 1920 Mosina                   | 10                            |                               |
| MGN                           | Mieszko Gniezno               | 11                            |                               |
| MAR                           | Leśnik Margonin               | 12                            |                               |

| Spadek z III ligi 2013/2014          | Spadek z III ligi 2013/2014 | Spadek z III ligi 2013/2014 | Spadek z III ligi 2013/2014 |
| ------------------------------------ | --------------------------- | --------------------------- | --------------------------- |
| grupa kujawsko-pomorsko-wielkopolska |                             |                             |                             |
| GRP                                  | Grom Plewiska               | 14                          |                             |
| DOP                                  | GKS Dopiewo                 | 16                          |                             |
| Awans z ligi okręgowej               |                             |                             |                             |
| grupa Piła                           |                             |                             |                             |
| WSK                                  | Wełna Skoki                 | 1                           |                             |
| grupa Poznań (zachód)                |                             |                             |                             |
| SZA                                  | Sparta Szamotuły            | 1                           |                             |
| grupa Poznań (wschód)                |                             |                             |                             |
| PEN                                  | Pelikan Niechanowo          | 1                           |                             |

### Tabela
| Lp. | Drużyna                    | M  | Z  | R | P  | Bramki | Bramki | Różn. | Pkt | Uwagi                       | Bezpośrednio |
| --- | -------------------------- | -- | -- | - | -- | ------ | ------ | ----- | --- | --------------------------- | ------------ |
| 1   | Pelikan Niechanowo (M) (A) | 30 | 23 | 3 | 4  | 84     | 27     | +57   | 72  | Awans do III ligi           |              |
| 2   | Lubuszanin Trzcianka       | 30 | 19 | 3 | 8  | 78     | 32     | +46   | 60  |                             |              |
| 3   | Zjednoczeni Trzemeszno     | 30 | 17 | 7 | 6  | 74     | 39     | +35   | 58  |                             |              |
| 4   | GKS Dopiewo                | 30 | 17 | 5 | 8  | 73     | 37     | +36   | 56  |                             |              |
| 5   | Iskra Szydłowo             | 30 | 16 | 7 | 7  | 57     | 40     | +17   | 55  |                             |              |
| 6   | Grom Plewiska              | 30 | 17 | 3 | 10 | 57     | 44     | +13   | 54  |                             |              |
| 7   | Wełna Skoki                | 30 | 14 | 5 | 11 | 71     | 61     | +10   | 47  | WSK – MIĘ 2:0 MIĘ – WSK 1:2 |              |
| 8   | Warta Międzychód           | 30 | 14 | 5 | 11 | 63     | 48     | +15   | 47  | WSK – MIĘ 2:0 MIĘ – WSK 1:2 |              |
| 9   | 1922 Lechia Kostrzyn       | 30 | 13 | 4 | 13 | 60     | 71     | −11   | 43  |                             |              |
| 10  | Sparta Oborniki            | 30 | 11 | 6 | 13 | 56     | 47     | +9    | 39  | SPO – MGN 2:0 MGN – SPO 2:0 |              |
| 11  | Mieszko Gniezno            | 30 | 12 | 3 | 15 | 37     | 52     | −15   | 39  | SPO – MGN 2:0 MGN – SPO 2:0 |              |
| 12  | Huragan Pobiedziska        | 30 | 8  | 8 | 14 | 35     | 56     | −21   | 32  |                             |              |
| 13  | Płomień Przyprostynia      | 30 | 7  | 7 | 16 | 58     | 72     | −14   | 28  |                             |              |
| 14  | Leśnik Margonin (S)        | 30 | 6  | 4 | 20 | 38     | 123    | −85   | 22  | Spadek do klasy okręgowej   |              |
| 16  | Sparta Szamotuły (S)       | 30 | 3  | 5 | 22 | 37     | 82     | −45   | 14  | Spadek do klasy okręgowej   |              |
| 15  | 1920 Mosina (S)            | 30 | 2  | 7 | 21 | 18     | 65     | −47   | 13  | Spadek do klasy okręgowej   |              |

## Grupa XX (zachodniopomorska)
W grupie występuje 16 zespołów, które walczą o miejsce premiowane awansem do grupy pomorsko-zachodniopomorskiej III ligi. Ostatnie zespoły spadają do klasy okręgowej.

### Drużyny
| Uczestnicy poprzedniej edycji | Uczestnicy poprzedniej edycji  | Uczestnicy poprzedniej edycji | Uczestnicy poprzedniej edycji |
| ----------------------------- | ------------------------------ | ----------------------------- | ----------------------------- |
| WOL                           | Vineta Wolin                   | 3                             |                               |
| GRY                           | Gryf Kamień Pomorski           | 4                             |                               |
| GOL                           | Ina Goleniów                   | 5                             |                               |
| ŚWS                           | Świt Szczecin                  | 6                             |                               |
| KLU                           | Kluczevia Stargard Szczeciński | 7                             |                               |
| SSZ                           | Stal Szczecin                  | 8                             |                               |
| ARS                           | Arkonia Szczecin               | 9                             |                               |
| DĄB                           | Dąb Dębno                      | 10                            |                               |
| HSZ                           | Hutnik Szczecin                | 11                            |                               |
| DSZ                           | Darzbór Szczecinek             | 12                            |                               |
| SDO                           | Sarmata Dobra                  | 13                            |                               |

| Spadek z III ligi 2013/2014      | Spadek z III ligi 2013/2014 | Spadek z III ligi 2013/2014 | Spadek z III ligi 2013/2014 |
| -------------------------------- | --------------------------- | --------------------------- | --------------------------- |
| grupa pomorsko-zachodniopomorska |                             |                             |                             |
| ENG                              | Energetyk Gryfino           | 15                          |                             |
| Awans z ligi okręgowej           |                             |                             |                             |
| grupa Koszalin                   |                             |                             |                             |
| BIA                              | Iskra Białogard             | 1                           |                             |
| CZA                              | Lech Czaplinek              | 2                           |                             |
| grupa Szczecin                   |                             |                             |                             |
| CHO                              | Odra Chojna                 | 1                           |                             |
| OMY                              | Osadnik Myślibórz           | 2                           |                             |

### Tabela
| Lp. | Drużyna                        | M  | Z  | R  | P  | Bramki | Bramki | Różn. | Pkt | Uwagi                       | Bezpośrednio                |
| --- | ------------------------------ | -- | -- | -- | -- | ------ | ------ | ----- | --- | --------------------------- | --------------------------- |
| 1   | Świt Szczecin (M) (A)          | 30 | 20 | 3  | 7  | 64     | 31     | +33   | 63  | Awans do III ligi           | ŚWS – WOL 4:0 WOL – ŚWS 2:0 |
| 2   | Vineta Wolin (A)               | 30 | 19 | 6  | 5  | 66     | 25     | +41   | 63  | Awans do III ligi           | ŚWS – WOL 4:0 WOL – ŚWS 2:0 |
| 3   | Dąb Dębno                      | 30 | 18 | 5  | 7  | 62     | 36     | +26   | 59  |                             |                             |
| 4   | Odra Chojna                    | 30 | 14 | 7  | 9  | 61     | 44     | +17   | 49  |                             |                             |
| 5   | Darzbór Szczecinek             | 30 | 13 | 8  | 9  | 46     | 35     | +11   | 47  |                             |                             |
| 6   | Osadnik Myślibórz              | 30 | 11 | 10 | 9  | 58     | 46     | +12   | 43  |                             |                             |
| 7   | Hutnik Szczecin                | 30 | 13 | 2  | 15 | 53     | 53     | 0     | 41  |                             |                             |
| 8   | Gryf Kamień Pomorski           | 30 | 11 | 6  | 13 | 47     | 51     | −4    | 39  |                             |                             |
| 9   | Kluczevia Stargard Szczeciński | 30 | 9  | 11 | 10 | 49     | 51     | −2    | 38  | KLU – GOL 1:0 GOL – KLU 1:1 |                             |
| 10  | Ina Goleniów                   | 30 | 10 | 8  | 12 | 52     | 52     | 0     | 38  | KLU – GOL 1:0 GOL – KLU 1:1 |                             |
| 11  | Iskra Białogard                | 30 | 9  | 10 | 11 | 39     | 46     | −7    | 37  |                             |                             |
| 12  | Energetyk Gryfino (S)          | 30 | 10 | 6  | 14 | 47     | 56     | −9    | 36  | Spadek do ligi okręgowej    |                             |
| 13  | Arkonia Szczecin (S)           | 30 | 8  | 10 | 12 | 38     | 44     | −6    | 34  | Spadek do ligi okręgowej    |                             |
| 14  | Lech Czaplinek (S)             | 30 | 8  | 7  | 15 | 40     | 55     | −15   | 31  | Spadek do ligi okręgowej    |                             |
| 15  | Stal Szczecin (S)              | 30 | 6  | 11 | 13 | 45     | 58     | −13   | 29  | Spadek do ligi okręgowej    |                             |
| 16  | Sarmata Dobra (S)              | 30 | 6  | 0  | 24 | 23     | 107    | −84   | 18  | Spadek do ligi okręgowej    |                             |